# Синан

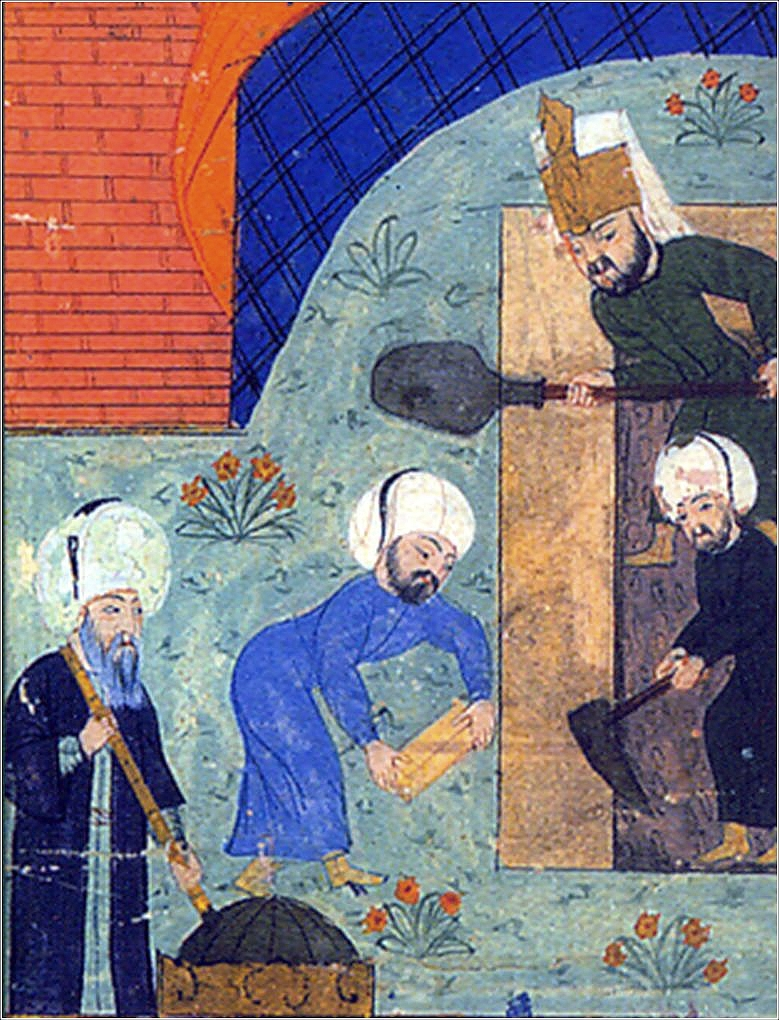
Вероятно Синан (слева) у мавзолея Сулеймана I, 1566

Сина́н (полное имя Абдульменна́н оглу́ Синанедди́н Юсу́ф (тур. Abdülmennan oğlu Sinaneddin Yusuf), известен также как Ходжа́ Мима́р Сина́н Ага́ (тур. Hoca Mimar Sinan Ağa — господин учитель архитектор Синан) и просто Мима́р Сина́н (тур. Mimar Sinan — архитектор Синан); 15 апреля 1488, село Агырнас (близ Кайсери) — 17 июля 1588, Стамбул) — один из самых известных османских архитекторов и инженеров. С 1538 года занимал пост главного османского архитектора и инженера.

Мимар Синан

Проводил строительные работы при султане Сулеймане I и его преемниках Селиме II и Мураде III. Руководил возведением гражданских сооружений — мечетей, мусульманских начальных школ (мектеб), акведуков, а также укреплений, мостов и переправ в военных походах султанов. Спроектировал знаменитые бани Роксоланы и её мавзолей. Ученик Синана Седефкар Мехмед Ага стал автором проекта Голубой мечети в Стамбуле, другие ученики проектировали Старый мост в Мостаре (Босния и Герцеговина), а ещё один ученик, сирийский архитектор Устада Иса Хан, проектировал Тадж-Махал в империи Великих Моголов.

## Биография
Синан родился в христианской семье. По мнению ряда исследователей, армянского происхождения. Одним из аргументов в пользу его армянского или греческого происхождения является указ Селима II от 7 рамадана 981 года (ок. 30 декабря 1573 года), который удовлетворяет просьбу Синана простить и избавить его родственников от общего изгнания армянских общин Кайсери на остров Кипр. Об его армянском происхождении также говорит Калифорнийский университет в Лос-Анджелесе: 
"Несмотря на то, что обычно Синана идентифицируют как „османского архитектора“ или как „христианина, вынужденного османами служить в янычарских подразделениях“, или иногда греком или „возможно греком“, он в документе имперского архива, как и в других свидетельствах, определяется армянином."
В то время как по мнению других авторов —  греческого. Согласно Британской энциклопедии родители Синана были либо армянами, либо греками. Существуют также версия о его албанском происхождении. По мнению некоторых турецких авторов был тюркского происхождения. При рождении получил христианское имя Иосиф (Юсуф). Отец был каменщиком и плотником, вследствие чего Синан в юности получил хорошие навыки в этих ремёслах, и это повлияло на его будущую карьеру. Существует три кратких записи в библиотеке дворца Топкапы, продиктованные Синаном своему другу и биографу Мустафе Челеби Саю. В этих рукописях Синан раскрывает некоторые подробности своей юности и военной карьеры. Его отец упоминается как «Abdülmennan». Упоминание об армянском происхождении архитектора в Турции ещё в середине XX века не приветствовалось.

## Военная карьера
В 1512 году его отобрали у родителей и рекрутировали по девширме в корпус янычар, после чего он был направлен в Стамбул, где принял ислам. Некоторые источники утверждают, что он, возможно, служил великому визирю Ибрагим-паше Паргалы. Возможно, что именно там он получил своё исламское имя Синан, что означает «копье, пика». В то время ему было 23 года, и он уже не подходил для высшей школы Эндерун по возрасту, ввиду чего был направлен во вспомогательную школу, находящуюся при Имперском колледже для изучения математики и столярного дела. Но благодаря своим амбициям и интеллектуальным способностям он вскоре помогал ведущим архитекторам и осваивал их ремесло. Спустя три года Синан окончил школу и стал квалифицированным архитектором и инженером, а уже через 6 лет с момента поступления в школу участвовал в последней военной кампании Селима Первого на острове Родос, которая закончилась со смертью султана. Два года спустя он стал свидетелем завоевания Белграда.
Вместе с корпусом янычар нового султана Сулеймана Великолепного в составе резервной конницы участвовал в битве при Мохаче и в походе на Австрию, после которого Синан был повышен до звания капитана султанской охраны и получил в командование кадетский пехотный корпус, позже он был назначен командующим 62-м стрелковым корпусом, дислоцировавшимся в Австрии. Во время своей службы Синан, обстреливая крепости и здания, как архитектор изучал их слабые места.
В 1535 году он участвовал в Багдадской кампании в звании командира султанской охраны и руководил строительством водных укреплений на озере Ван, за что был награждён должностью личного телохранителя султана, званию, эквивалентному янычарскому Ağa.
В 1537 году в составе султанского военного корпуса участвовал в экспедиции на Корфу и в Апулию, а также в походе в Молдову, во время которого привлёк внимание султана Сулеймана Великолепного, построив мост через Прут за несколько дней.

## Гражданская деятельность
Во всех этих кампаниях Синан зарекомендовал себя способным инженером и хорошим архитектором. В 1538 году, когда был взят Каир, султан назначает его главным придворным архитектором города и даёт ему право сносить здания, не отражённые в главном плане города. Во время своей военной карьеры он изучал архитектурные памятники в завоёванных городах Европы и на Ближнем Востоке и в мирное время применил полученные знания на практике.
После того, как в 1539 году верховным визирем стал Челеби Лютфи Паша, под командованием которого раньше служил архитектор, Синан был назначен главным придворным архитектором города Стамбул. В его обязанности входил контроль за строительством по всей Османской империи, включая руководство по общественному строительству (дорог, мостов, водопроводов). За долгие 50 лет пребывания на должности Синан создал мощное ведомство, с бо́льшими полномочиями, чем у контролирующего его министра. Им же был создан специальный центр подготовки архитекторов, где обучались будущие инженеры.

### Важнейшие постройки

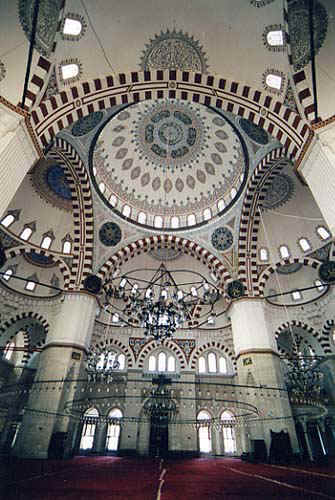
Мечеть Шехзаде

- Мечеть Шехзаде — первое из самых значительных архитектурных сооружений Мимара Синана. Возведена в историческом районе Фатих. Была начата как усыпальница для скончавшегося в 1543 году сына султана Сулеймана Великолепного Шехзаде Мехмеда (тур. şehzade — принц, наследник) и закончена в 1548 году. Имеет два минарета по 55 метров. Как и у многих построенных позже Синаном мечетей, у здания квадратное основание, на котором покоится большой центральный купол, окружённый четырьмя половинами куполов и многочисленными вспомогательными куполами меньшего размера. Массивные гранёные колонны, несущие купол, прорисованы очень чётко, структура сводов ярко выделена чередующейся темной и светлой клинчатой кладкой арок. Здесь расположены тюрбе Шехзаде Мехмеда, а также Рустема-паши и Мустафы Дестери-паши.

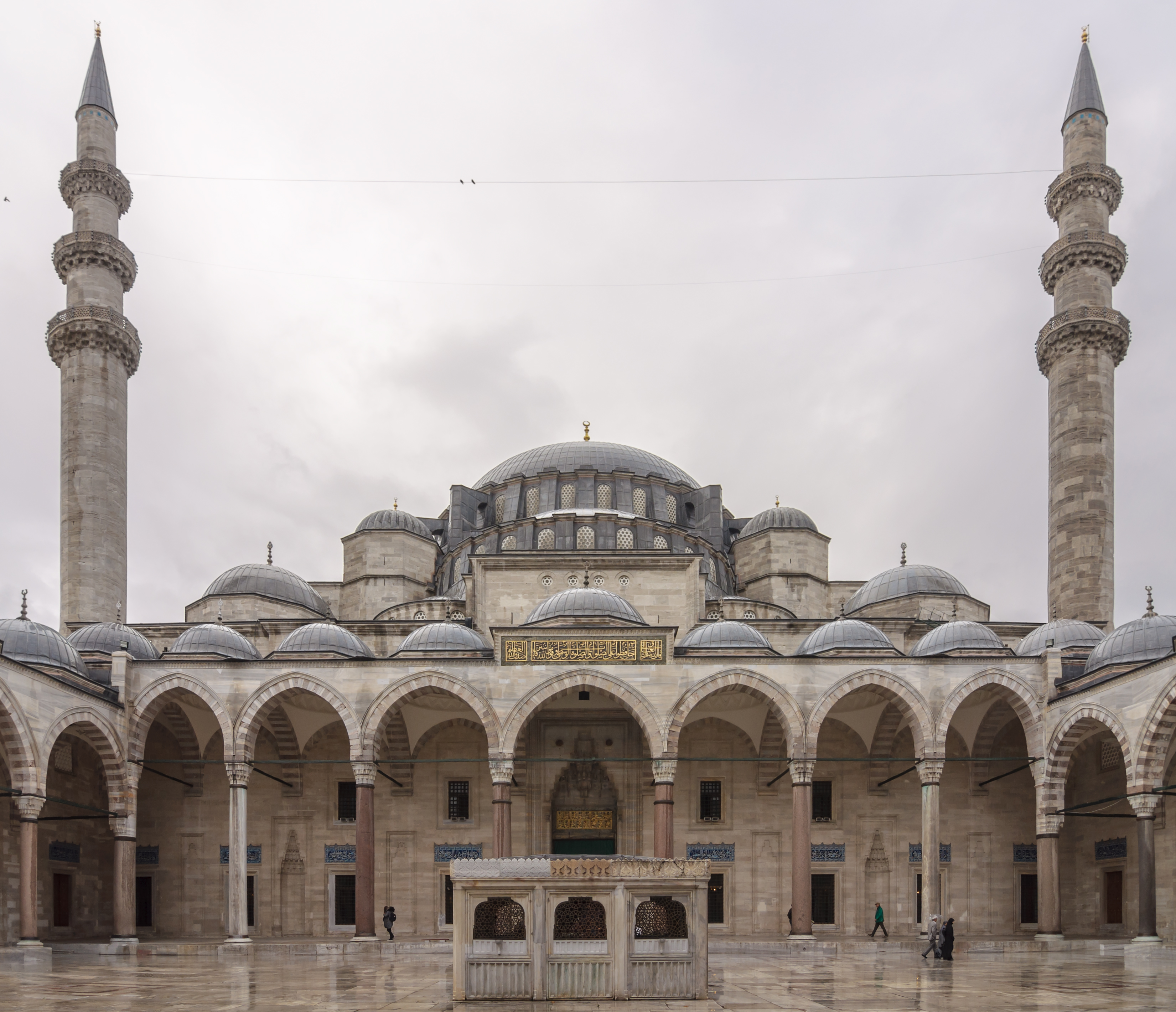
Мечеть Сулеймание

- Мечеть Сулеймание в Стамбуле была возведена Синаном в 1550-57 годах, и по мнению учёных-исследователей, является самой лучшей его работой. Проект был основан на архитектурном плане храма Святой Софии в Стамбуле, шедевре византийской архитектуры, оказавшем очень большое влияние на всё творчество Синана, который пытался превзойти этот храм в своих постройках[29]. У мечети 4 минарета, массивный центральный купол высотой 53 метра и диаметром 26,5 метров, что превосходит на 6 метров по высоте, но уступает по ширине куполу храма Айя-София. В куполе 32 отверстия, через которые проникает свет, обильно освещая интерьер мечети и придавая куполу эффект легкости. Всего в здании 136 окон. Синан здесь достиг большего единства декоративных и объемно-пространственных элементов, чем в предыдущей мечети. Линии колонн со сложным профилем, несущих паруса и купол, визуально перекликаются с богатым и дробным членением стеновой отделки. Пропорции мечети гармоничны, силуэт характеризуется изяществом и плавностью линий. Весь массив строения вписан в правильный треугольник. Минареты размещены по углам обнесённого колоннадой двора: первые два минарета находятся на более низком уровне, чем два других, которые примыкают к самой постройке. Мечеть находится на вершине холма прямо над заливом Золотой Рог. Чёткий ритм архитектурных форм хорошо воспринимается издали. Во дворе мечети находятся усыпальницы. В двух соседних тюрбе покоится сам Сулейман и его любимая жена Роксолана. Мечеть Сулеймание — одна из самых больших, когда-либо построенных в Османской империи. Помимо храма, в ней находился обширный социальный комплекс, включающий четыре медресе, библиотеку, обсерваторию, крупную больницу и медицинскую школу, кухни, хаммам, магазины и конюшни[30].

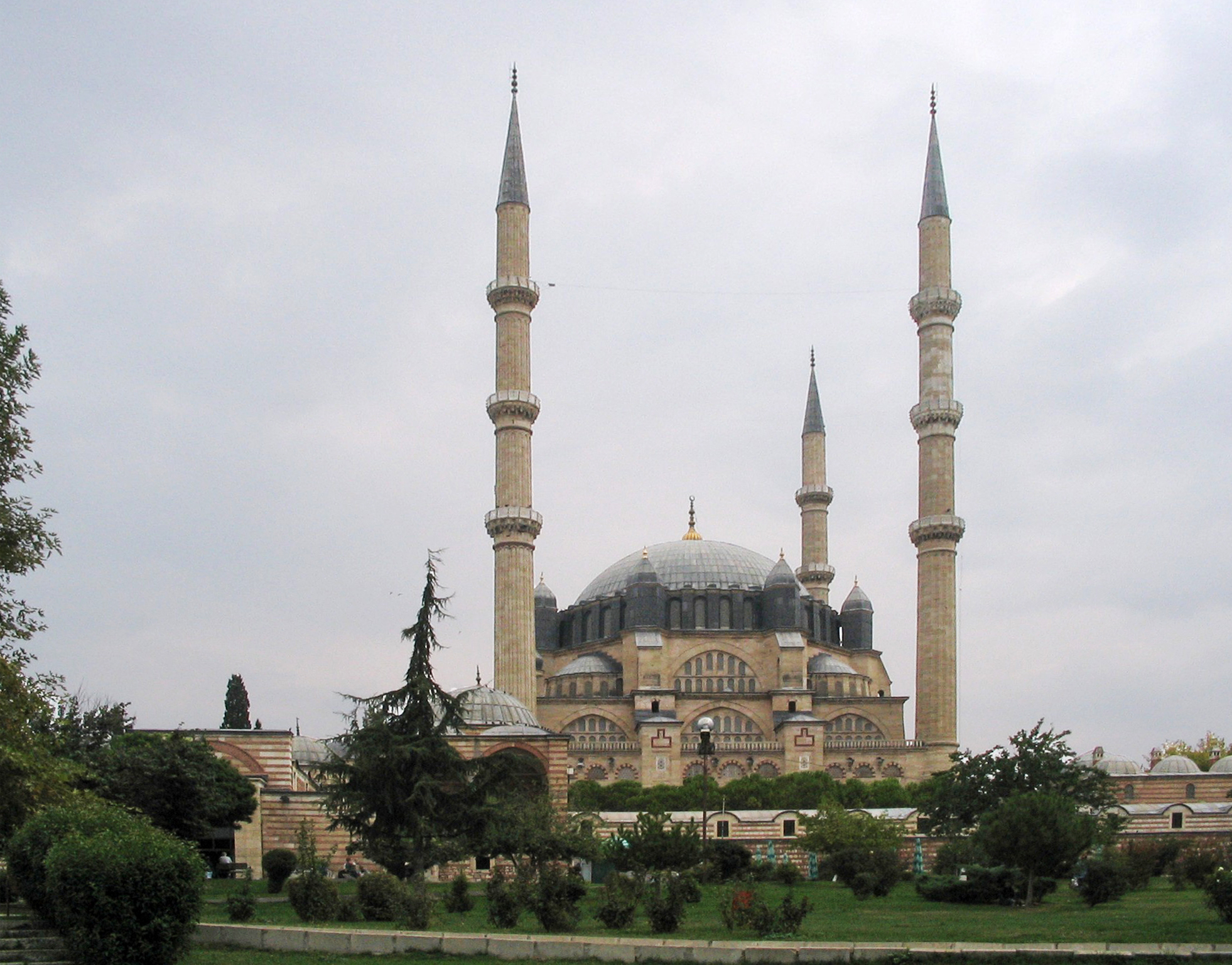
Мечеть Селимие в Эдирне

- Мечеть Селимие в Эдирне, построенную в 1569-75 годах, сам Синан считал вершиной своего творчества. Эта мечеть принадлежит к числу выдающихся архитектурных достижений исламской культуры и считается наиболее гармоничным храмовым комплексом Турции. Его архитектура отличается особой целостностью. Художественная композиция мечети заключена в сужающихся кверху ярусах, переходящих плавно в купольную полусферу. Всю архитектуру пронизывает ритм горизонтальных и вертикальных линий. Плоскость стен визуально поделена арками по горизонтали, в каждую из которых вписаны ярусы окон. Выступы, расположенные между арками и поднимающиеся ступенчато вверх, завершающиеся восемью башнями с шатрами, визуально делят массив мечети по вертикали. Башни, гармонирующие с четырьмя самыми высокими в Турции минаретами, создают основной акцент всего окружающего пейзажа и подчеркивают внушительность масштаба постройки. Здесь Синан придумал кардинально другое, более совершенное композиционно-пространственное решение. Мечеть представляет собой в плане квадрат с большим куполом в центре, опирающийся на восемь массивных колонн, между которыми находятся широкие галереи. Образованная колоннами гигантская ротонда «вписана» в квадрат стен так, что всё пространство сливается в одно целое[31]. Богатая пластика отделки стен и несущих колонн придает интерьеру живописный характер. Яркое освещение всего пространства мечети сквозь многочисленные окна, расположенные в несколько ярусов, даёт впечатление великолепия и торжественности. Двор и здание представляют не обособленные друг от друга части, а единое целое. Такой комплекс зданий называется по-турецки külliye и включает в себя больницу, школу, библиотеку и хаммам, расположенные вокруг мечети, а также медресе, dar-ül hadis (школа Аль-Хадиса), часовую комнату  и ряд магазинов. Сюда же входит и мечеть Бейязида II, в которой находится музей здравоохранения. Сам Синан писал, что мечеть Шех-заде была его ученической работой, Сулеймание — работой подмастерья, а Селимие в Эдирне — работой мастера[32].

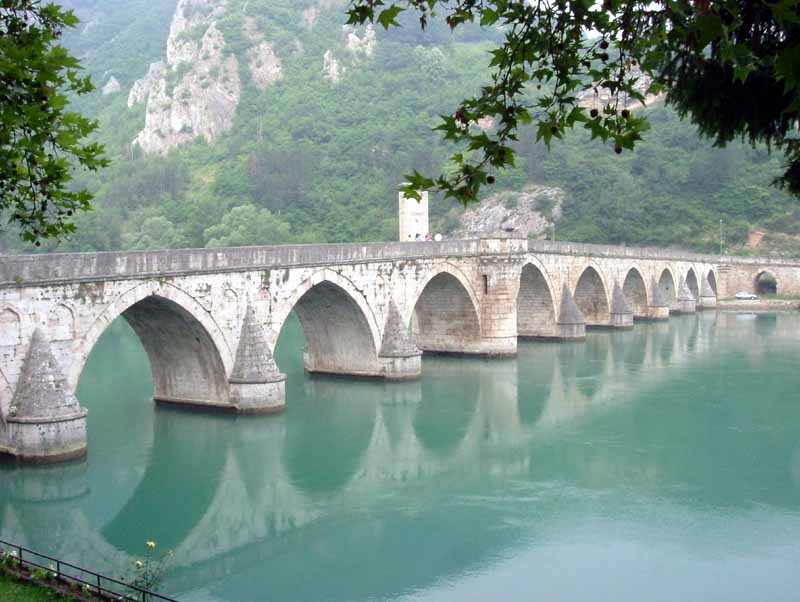
Вишеградский мост

### Мосты
В постройке мостов Синан мастерски сочетал искусство с функционализмом. Крупнейшим из них, длиной почти 635 метров (2083 футов), является мост Бюйюкчекмедже (в пригороде Стамбула). Памятная табличка на этом сооружении гласит, что построил этот мост раб Божий Юсуф из христианской деревни Агырнас, что рядом с городом Кайсери в Анатолии. На других своих творениях Синан оставлял такую подпись — главный архитектор его султанского величества.
Другими важными примерами являются мост Айливри, Старый мост в Свиленграде на реке Марица, мост Сокуллу Мехмет-паши через реку в Люлебургазе, мост Синанли через реку Эргене (приток Марицы) и Вишеградский мост над рекой Дриной.
Вишеградский мост через реку Дрину, в Боснии, 1577 год — памятник средневекового турецкого инженерного искусства. Считается, что заказчиком работ был Соколлу Мехмед-паша, уроженец Боснии, бывший великим визирем Сулеймана Великолепного. Мост состоит из 11 пролётов, и в 2007 году был включён ЮНЕСКО в список памятников Всемирного наследия.

## Итоги
За свою жизнь Синан построил около 300 архитектурных сооружений — мечети, школы, благотворительные столовые, больницы, акведуки, мосты, караван-сараи, дворцы, бани, мавзолеи и фонтаны, основная часть которых была сооружена в Стамбуле. Самые его известные постройки — это мечеть Шехзаде, мечеть Сулеймание и мечеть Селимие в Эдирне.
На его творчество огромное влияние оказала архитектура Собора Святой Софии, и Синану удалось достигнуть своей мечты — построить купол, превышающий купол Святой Софии.
Умер 7 февраля 1588 года, похоронен в собственном мавзолее (тюрбе) у стены мечети Сулеймание.

## Память
В честь Синана назван кратер на Меркурии.
Памятники Синану поставлены в Эдирне и в Кайсери, в Анкаре находится скульптурный бюст Синана.
Портрет Синана на фоне построенной им мечети Селимие был изображен на обратной стороне банкноты 1982—1995 годов 10000 турецких лир. В Стамбуле очень много проспектов, улиц и улочек названо в честь Мимара Синана.
На основе турецкого законодательного акта от 4 ноября 1981 года 20 июля 1982 года Университету Изобразительных искусств в Стамбуле присвоено имя Мимара Синана.

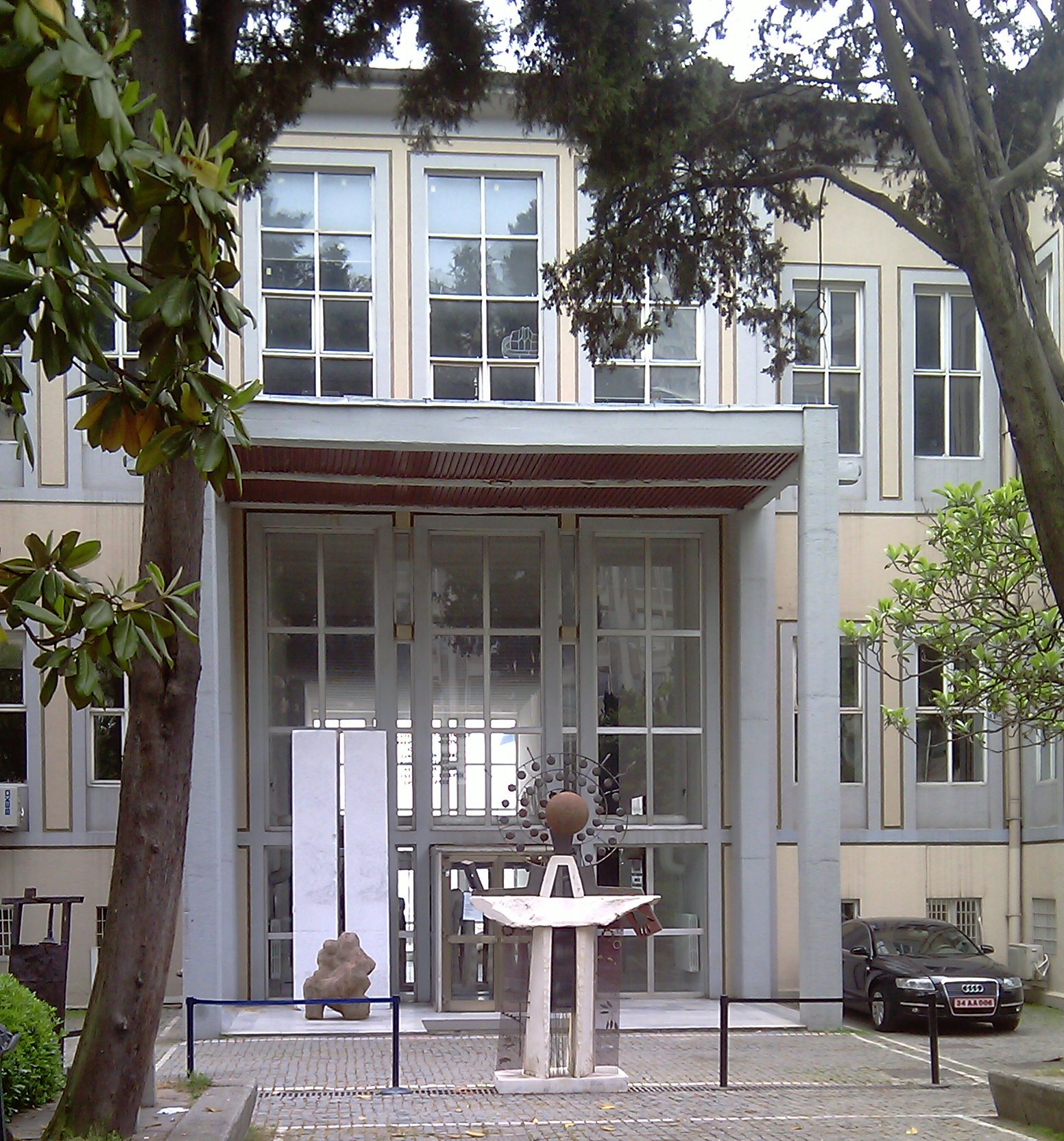
Центральный вход в Университет изобразительных искусств Мимара Синана
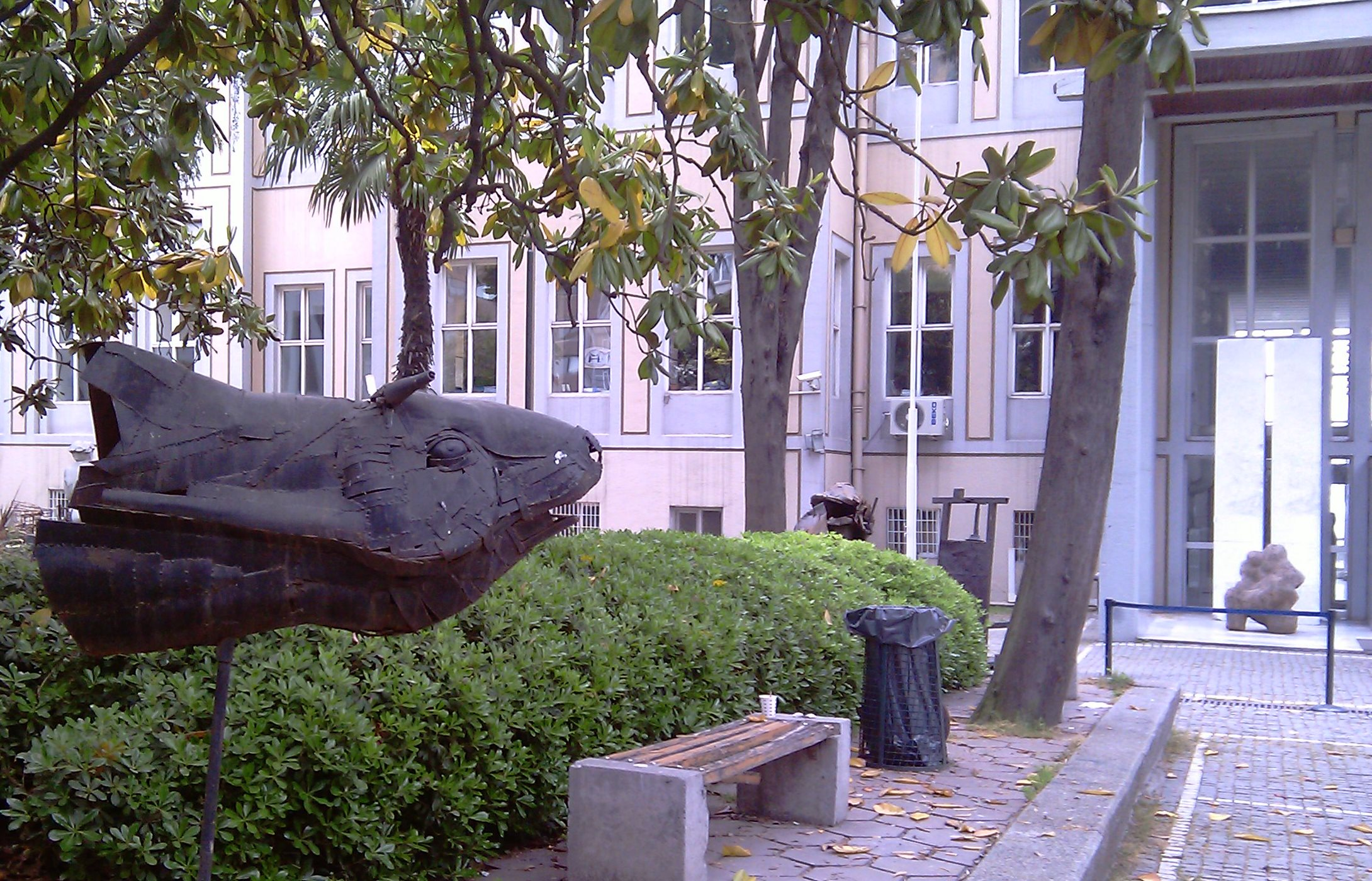
Дворик со скульптурами Университета Мимара Синана
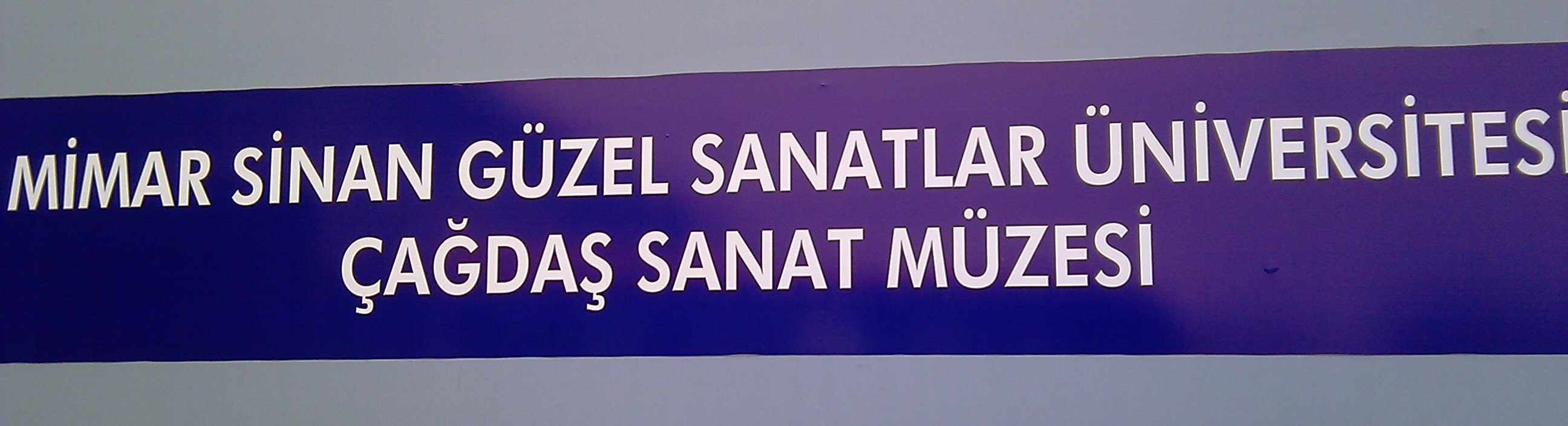
Надпись перед входом в Музей Университета Мимара Синана
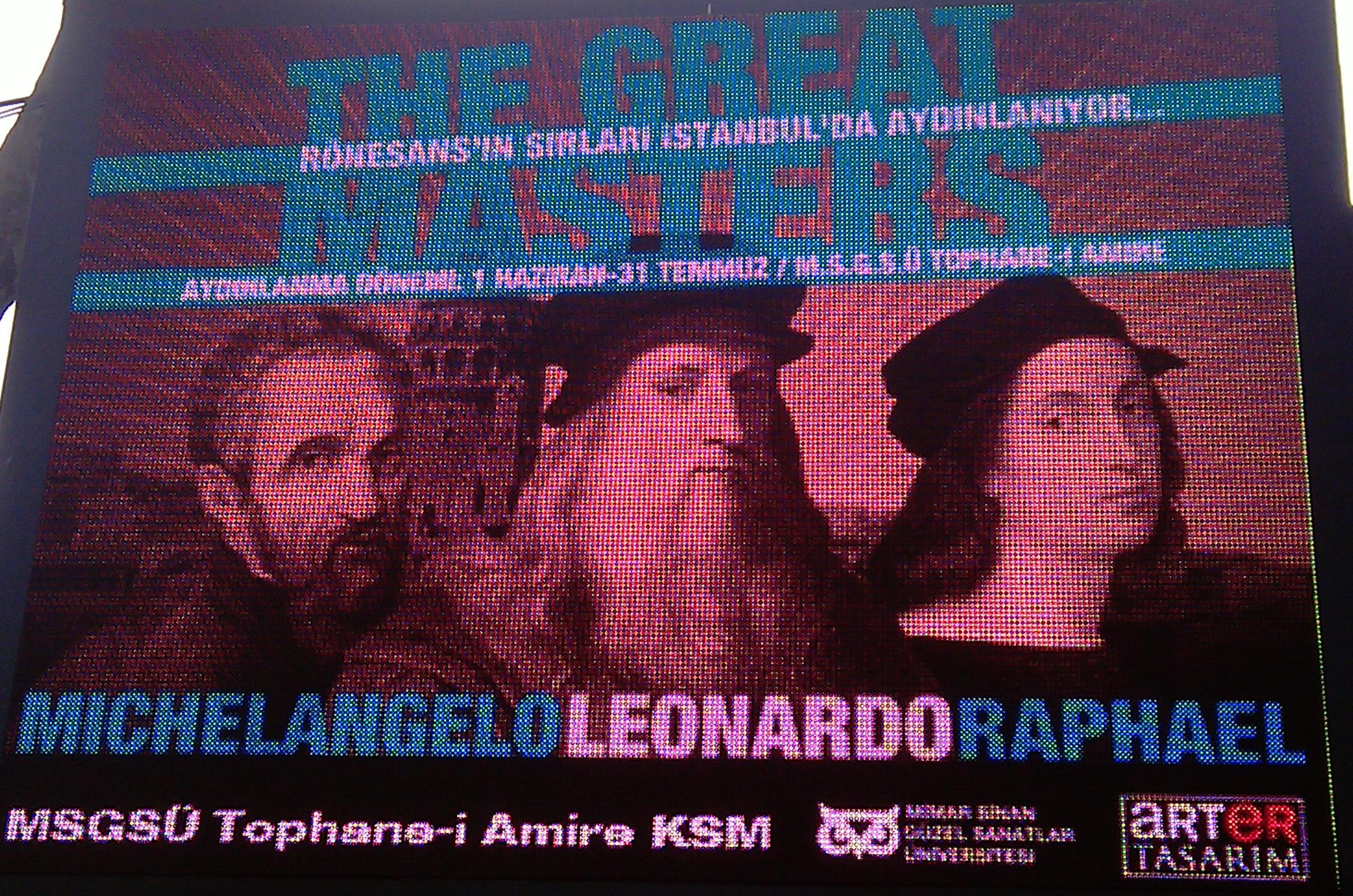
Афиша художественной выставки в Музее Университета Мимара Синана
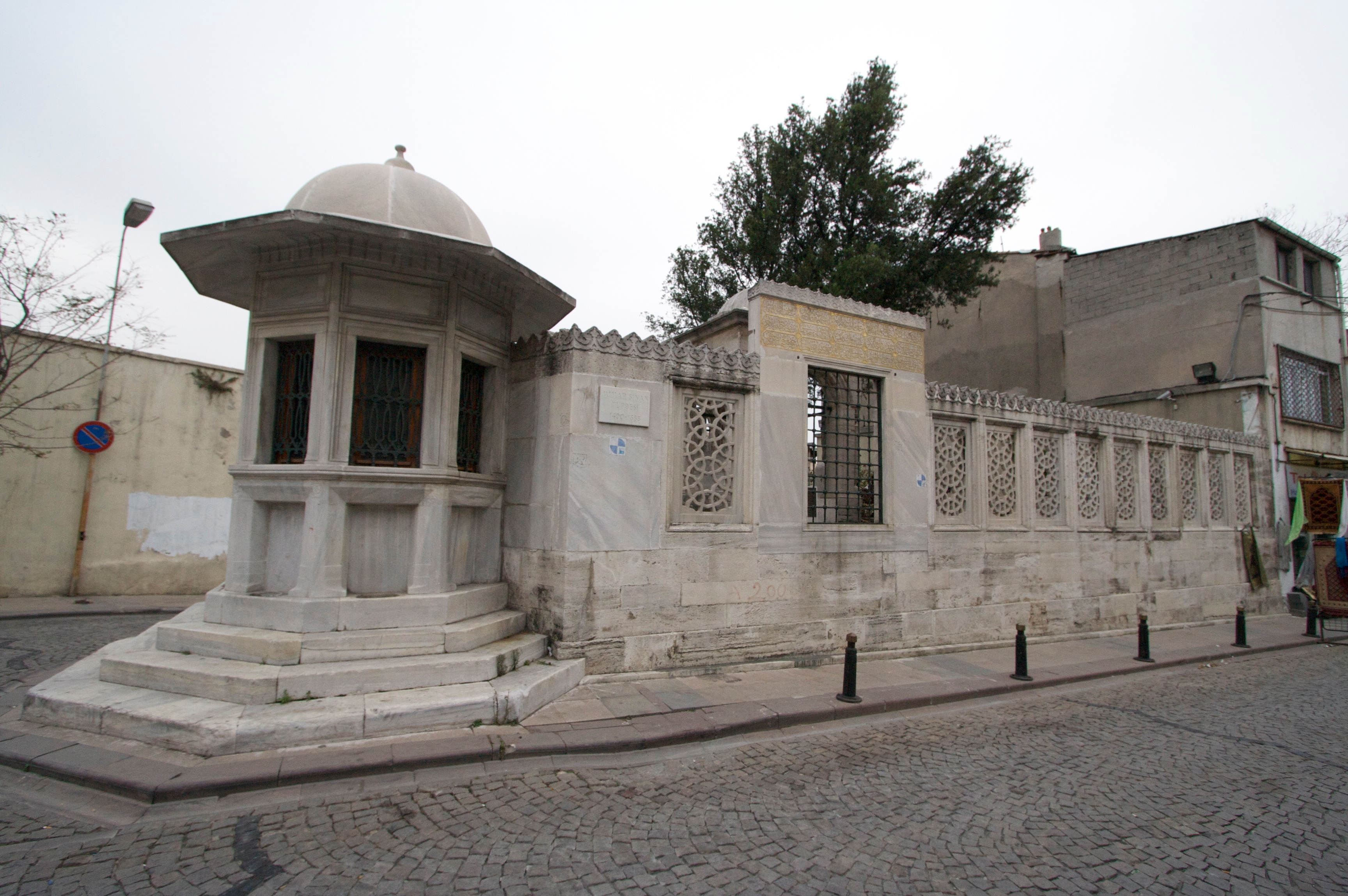
Мавзолей Мимара Синана
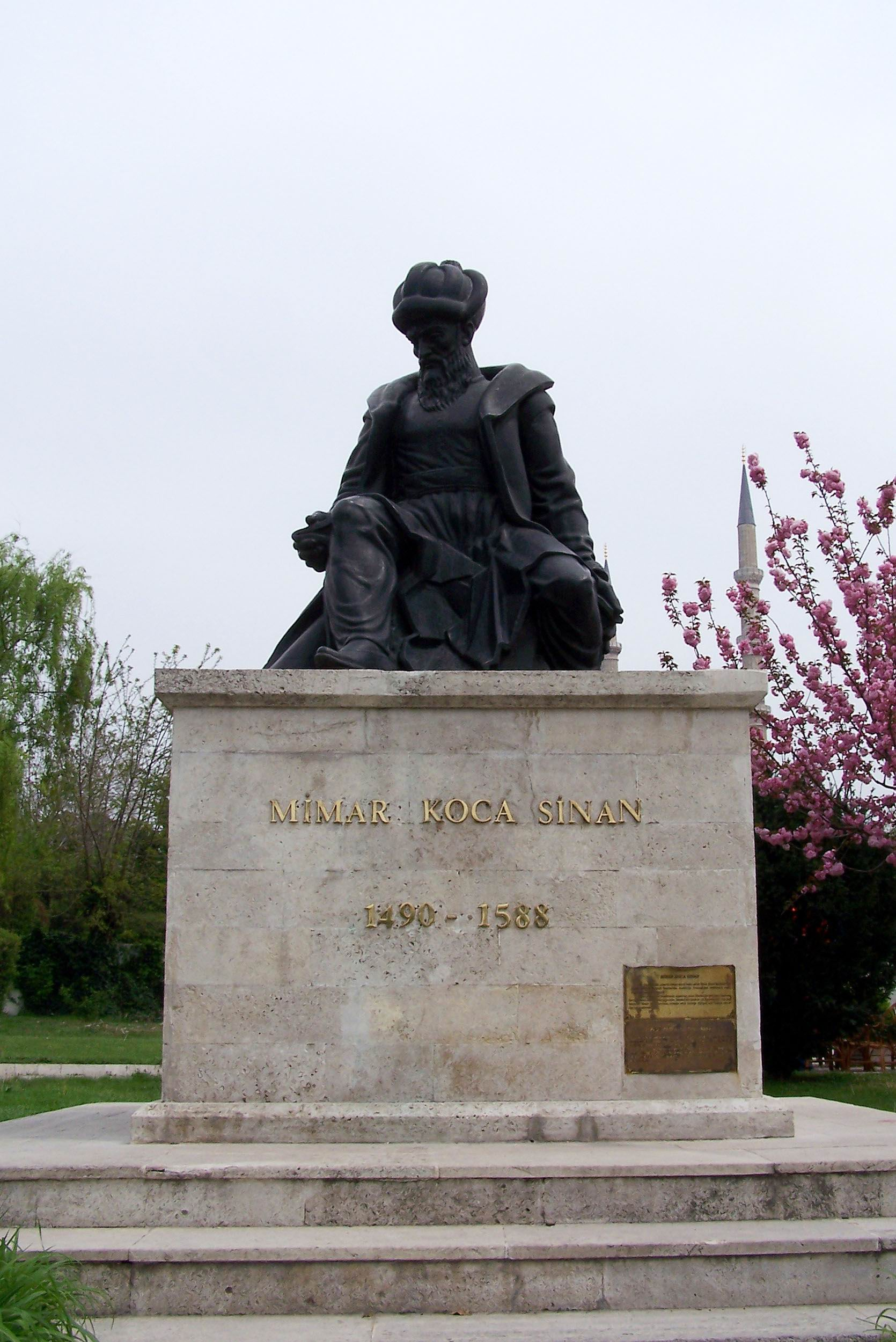
Памятник Мимару Синану в Эдирне
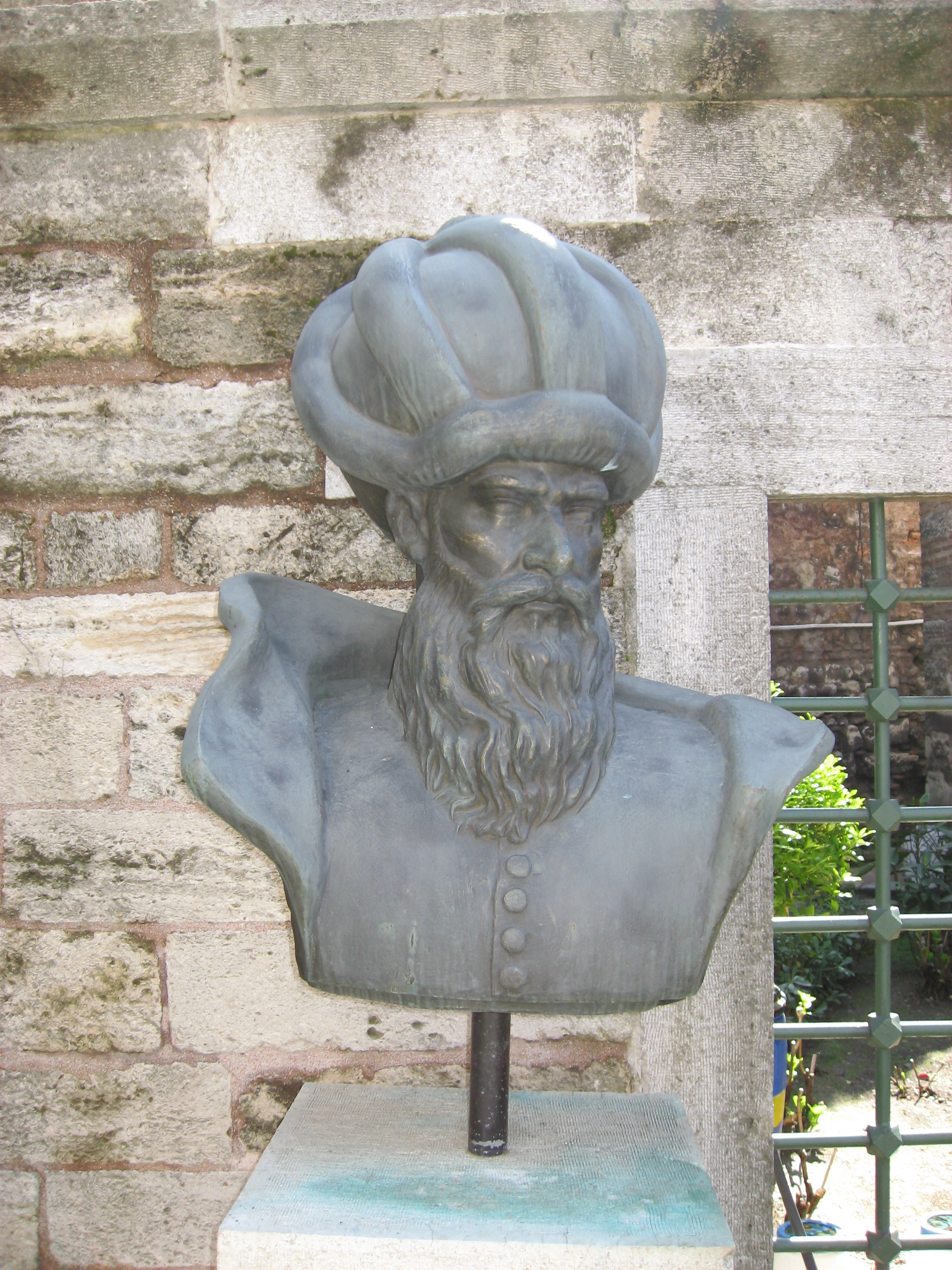
Бронзовый бюст Мимара Синана в медресе Каферага в Стамбуле
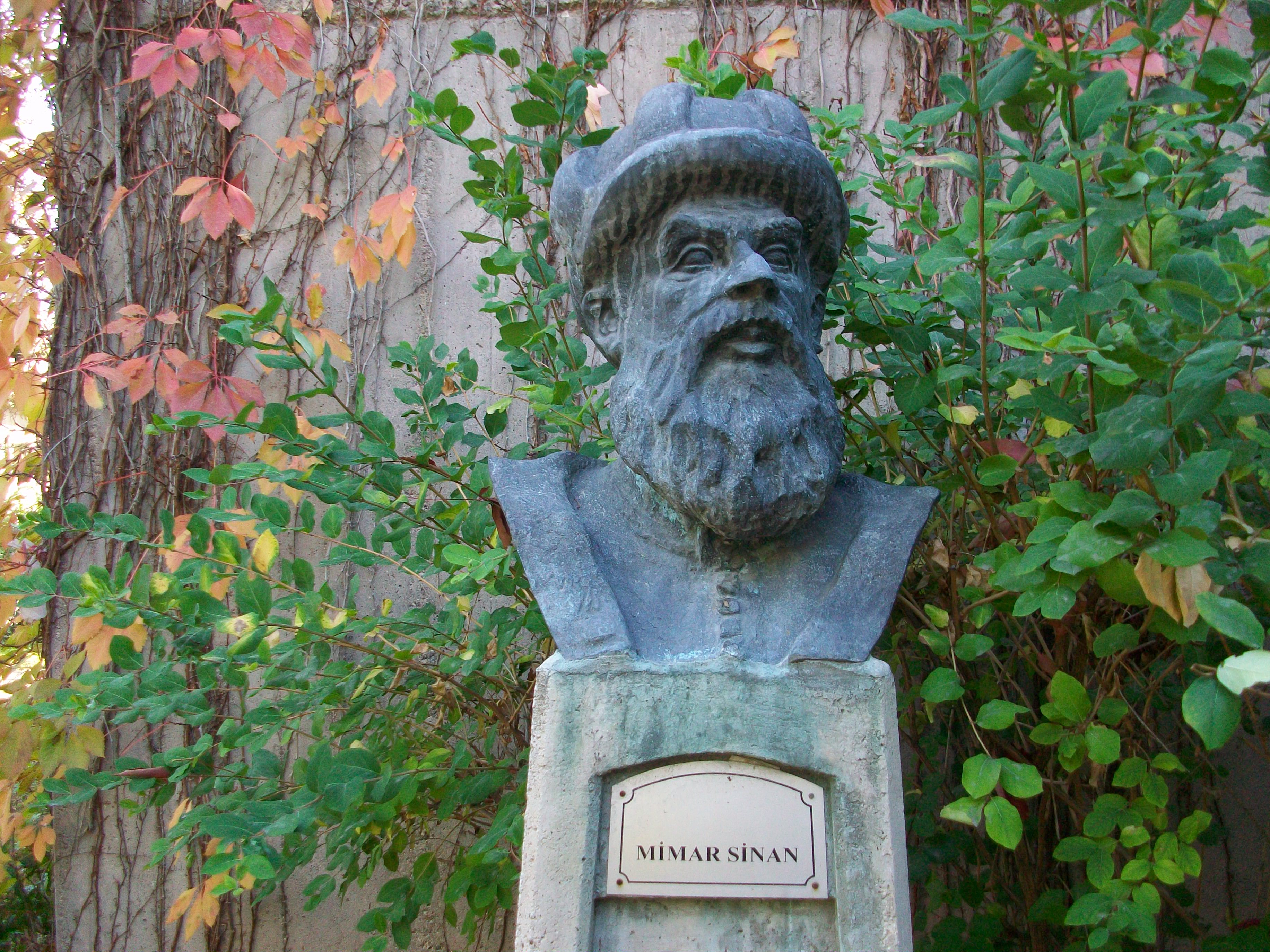
Бюст Мимара Синана в Анкаре
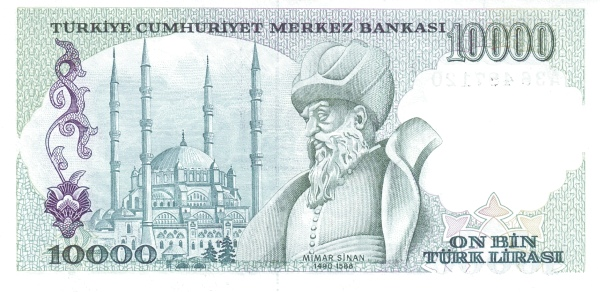
Мимар Синан и его шедевр: мечеть Селимие на обратной стороне банкноты 10 000 турецких лир

## Галерея

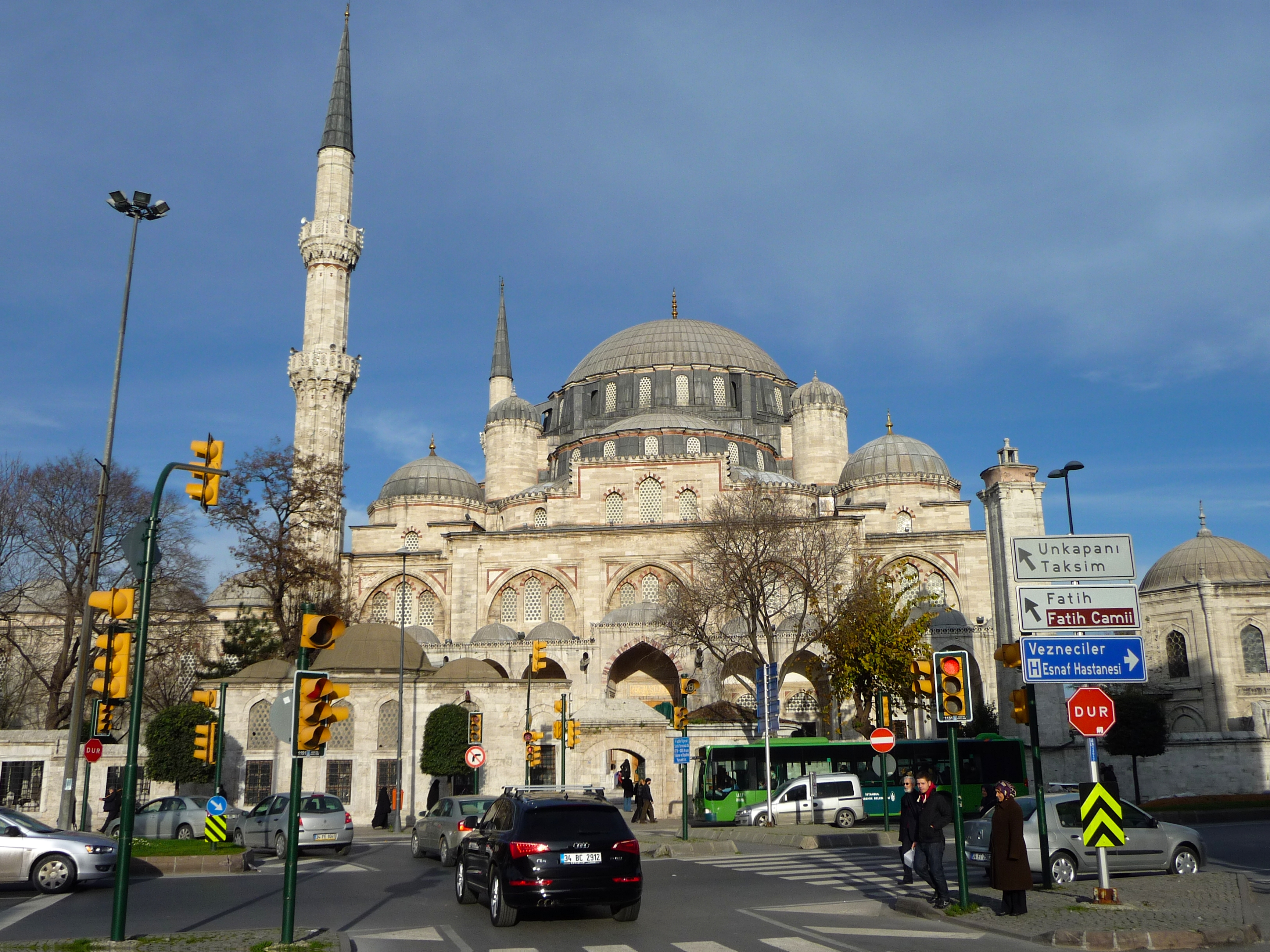
Мечеть Шехзаде — Стамбул
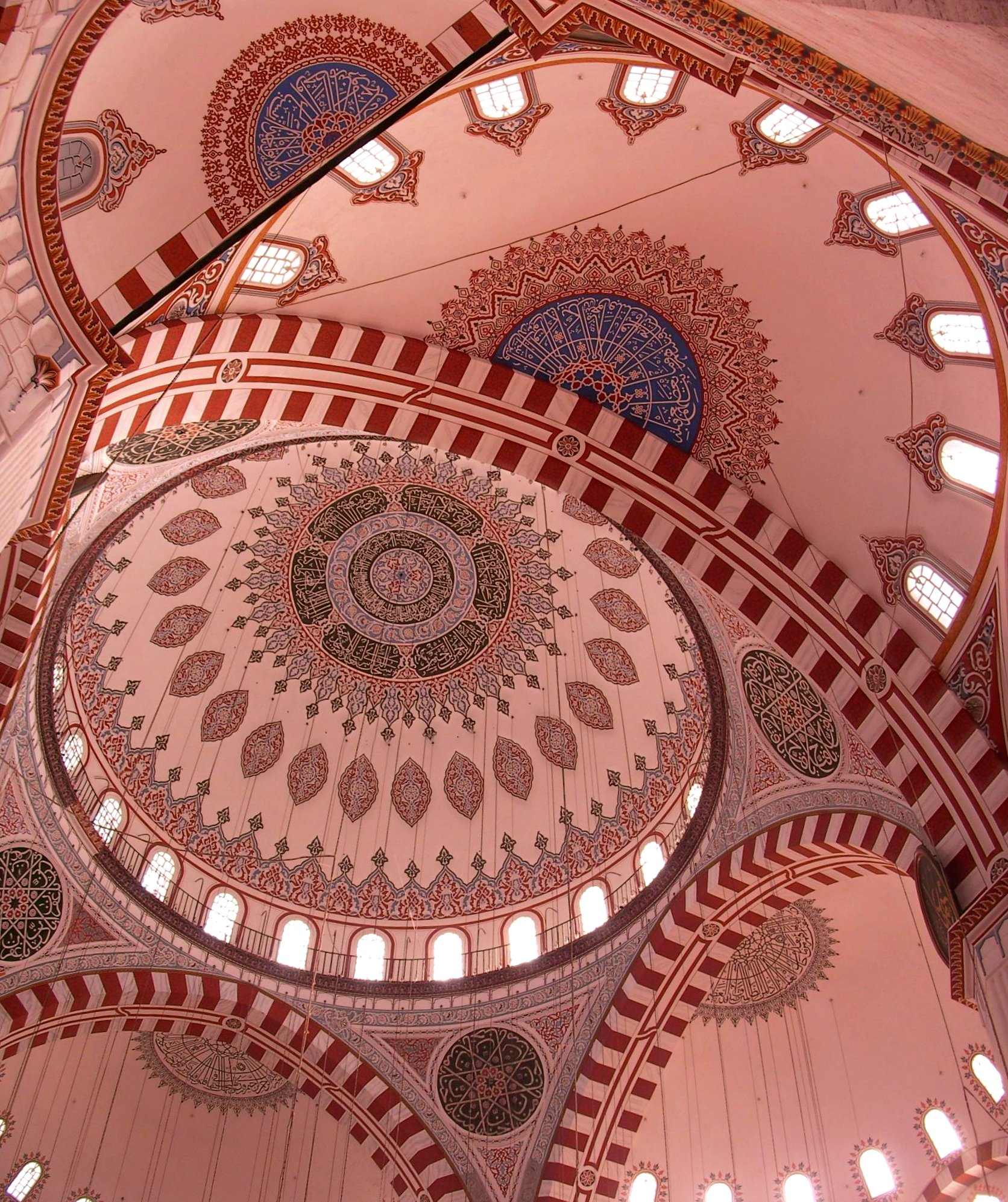
Интерьер Мечети Шехзаде
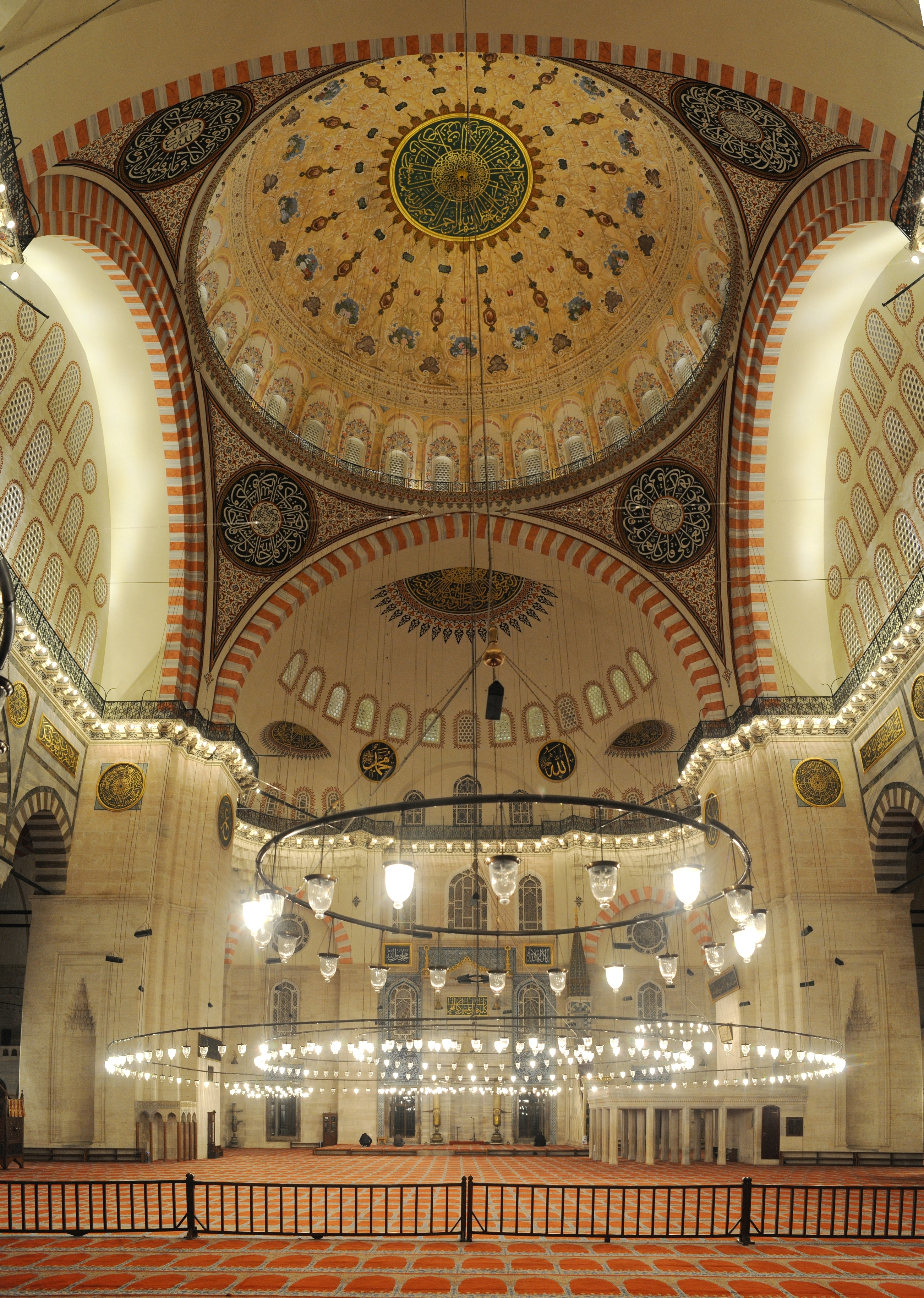
Интерьер Мечети Сулеймание
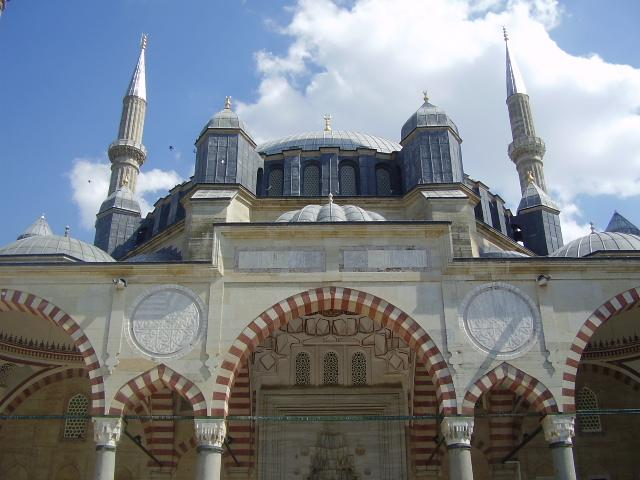
Мечеть Селимие — Эдирне
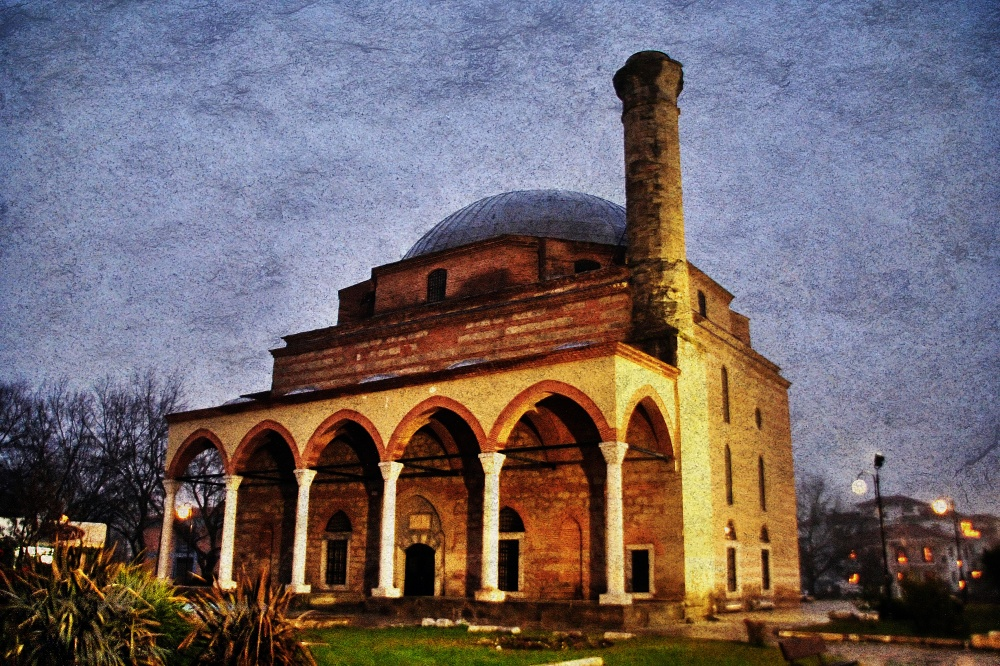
Мечеть Осман-шах в Трикале
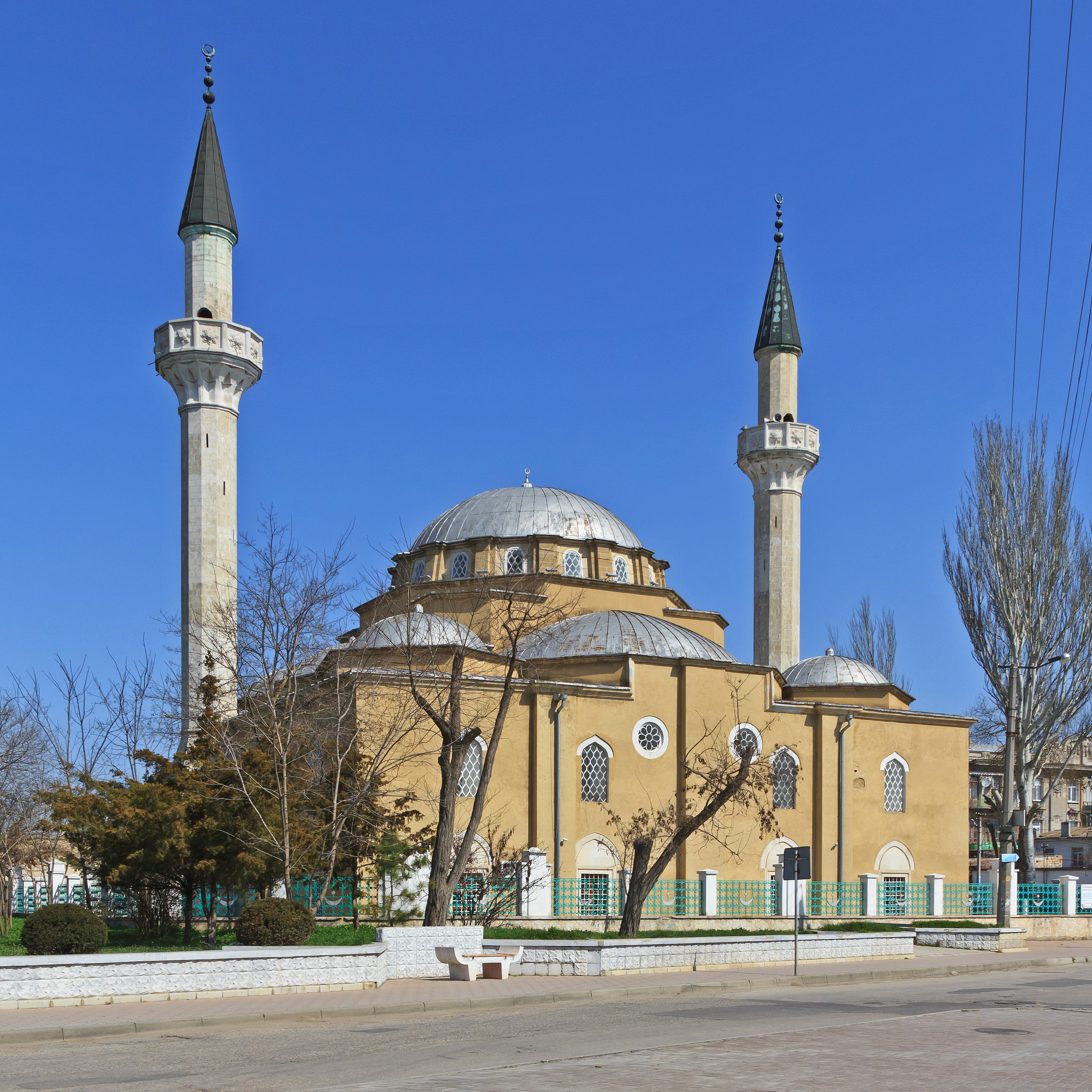
Джума-Джами, Евпатория, Крым
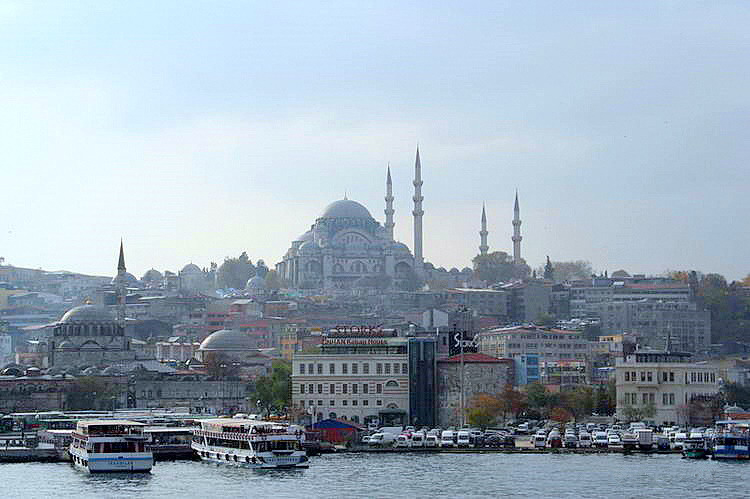
Мечеть Сулеймание, слева впереди — мечеть Рустам Паша
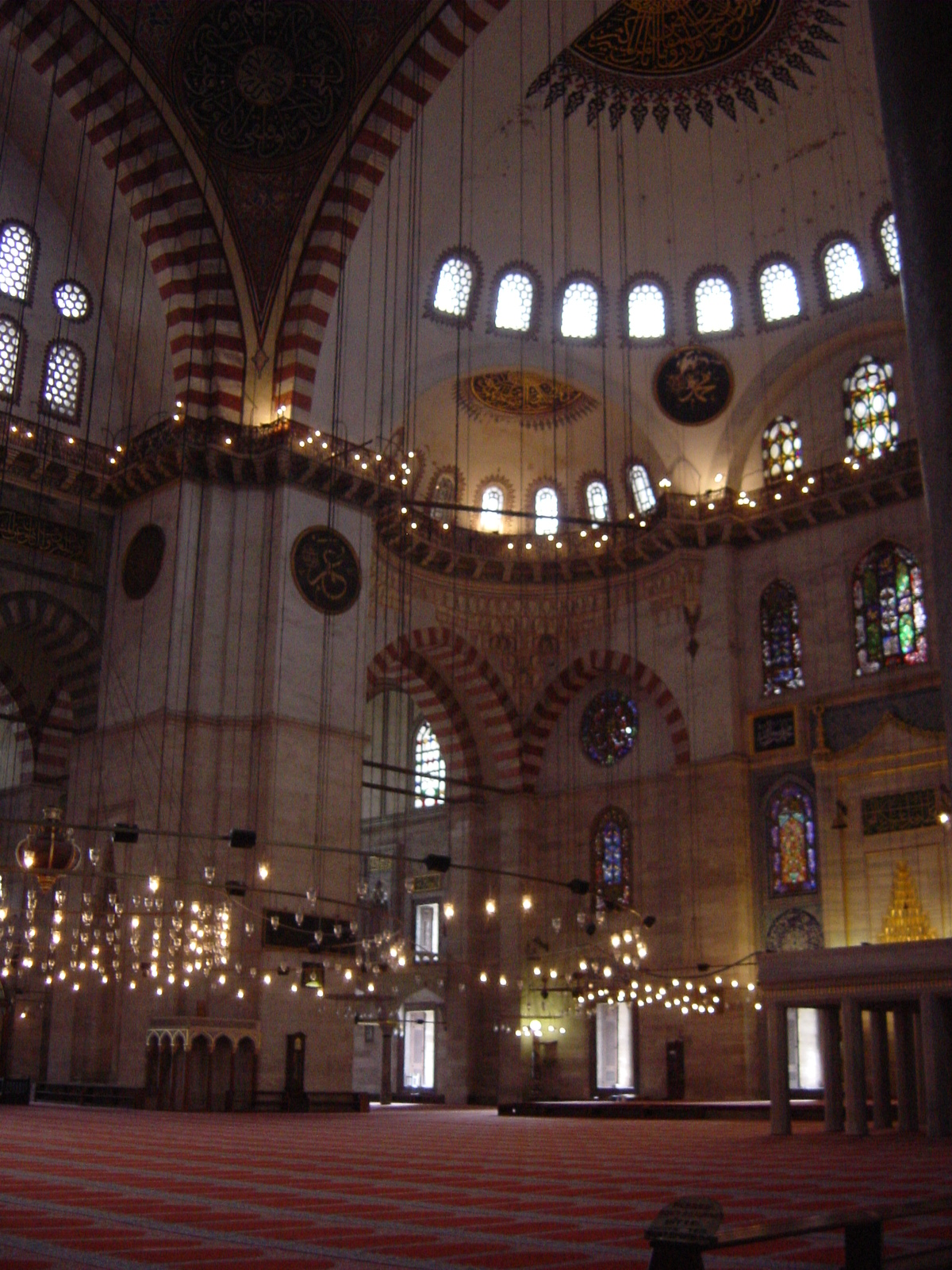
Мечеть Сулеймание, внутренний вид
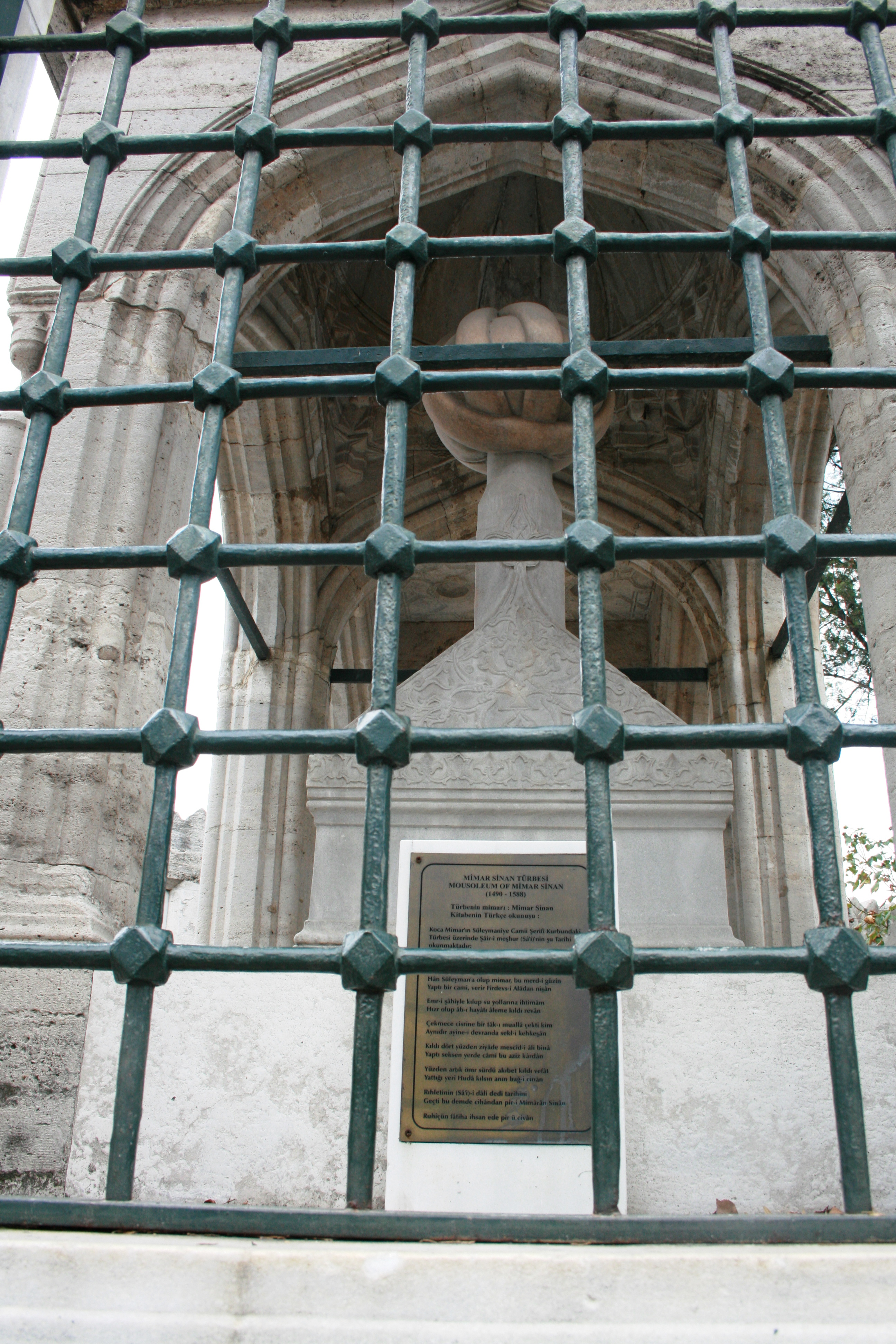
Тюрбе Синана
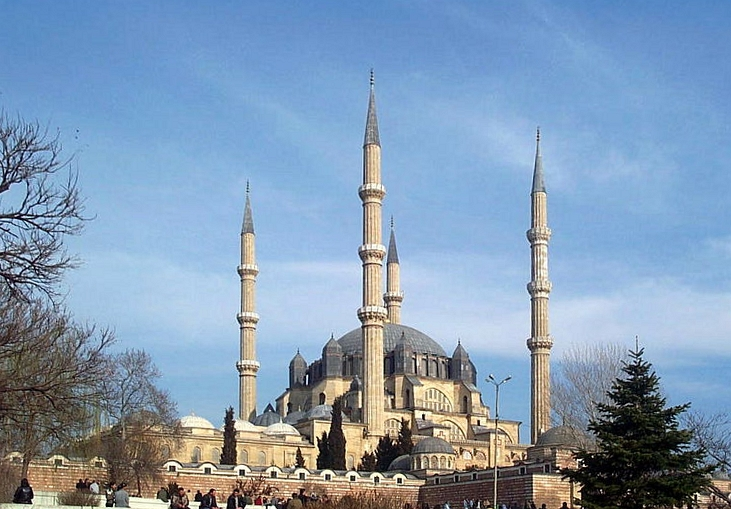
Мечеть Селимие, построенная Синаном в 1575. Эдирне, Турция.
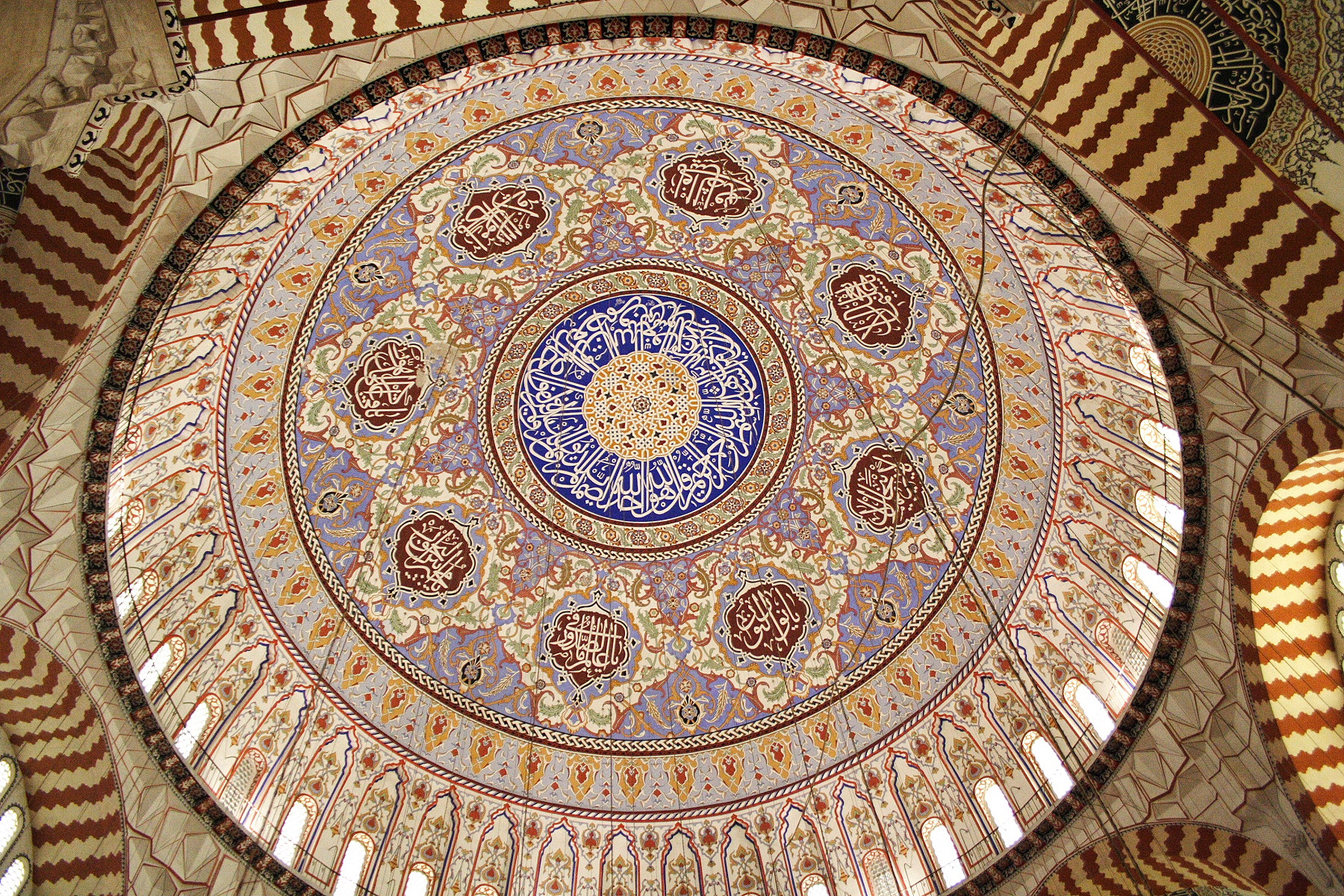
Купол мечети Селимие
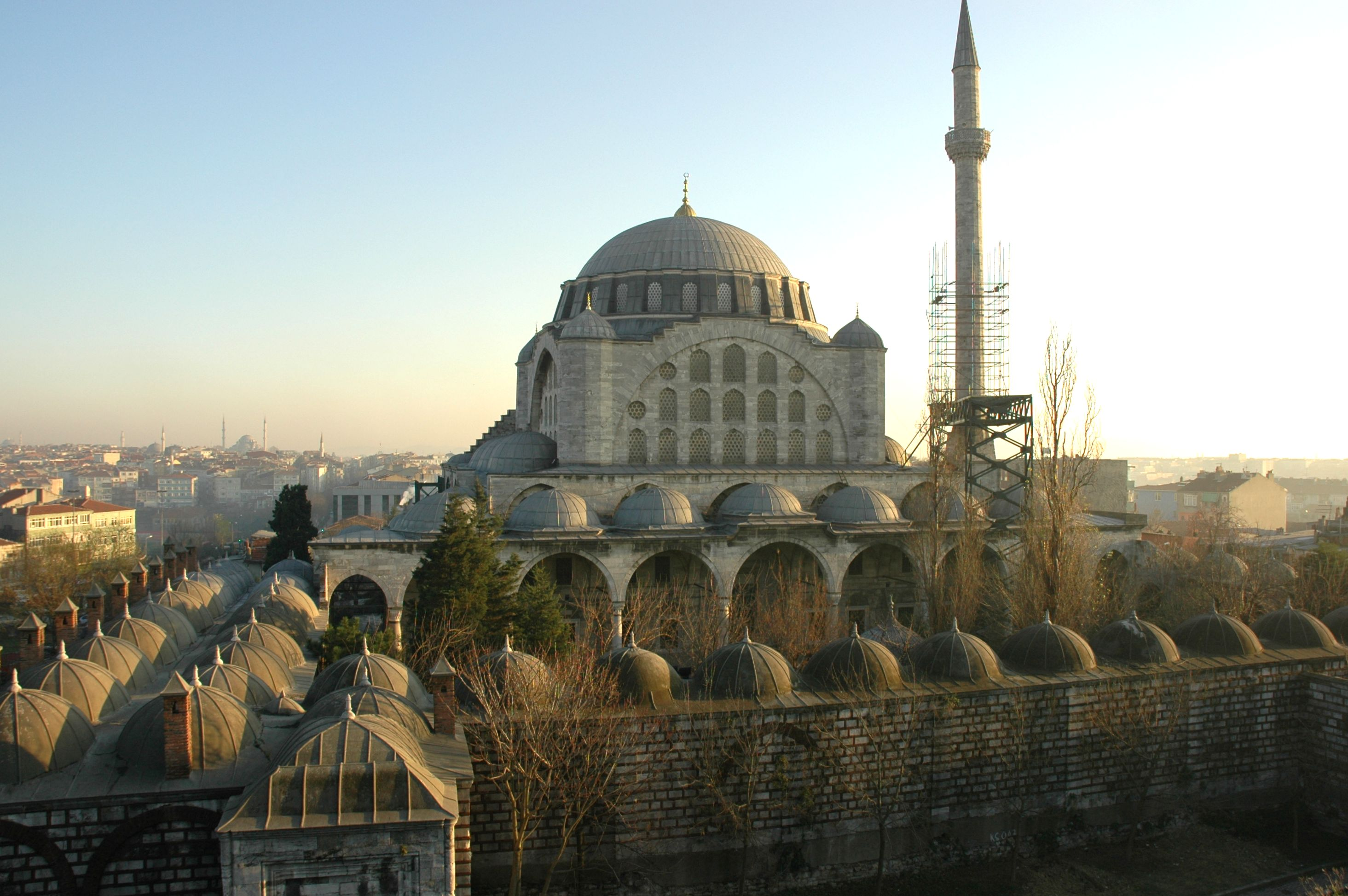
Мечеть Михримах-Султан
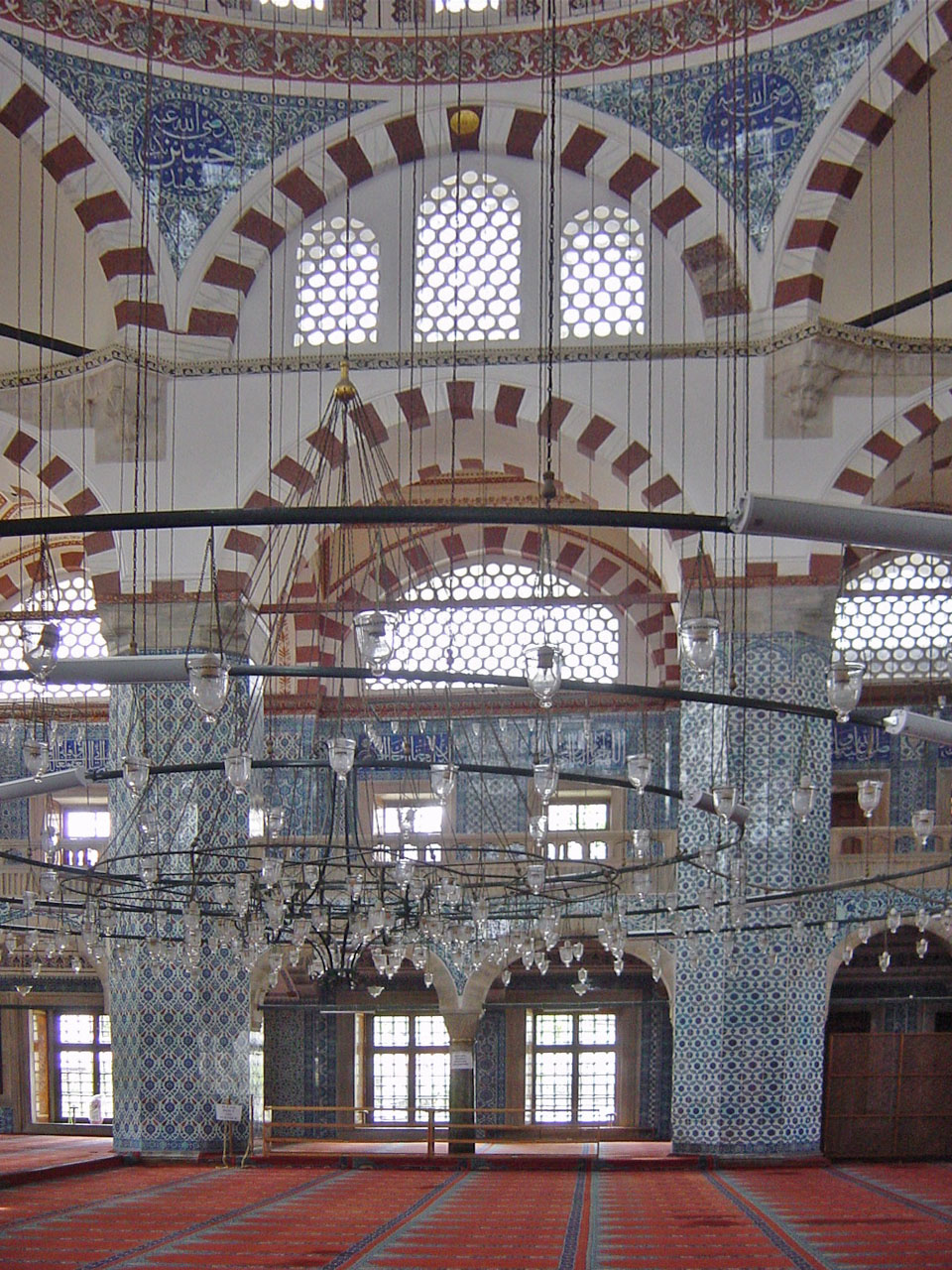
Правая стена галереи мечети Рустам Паша
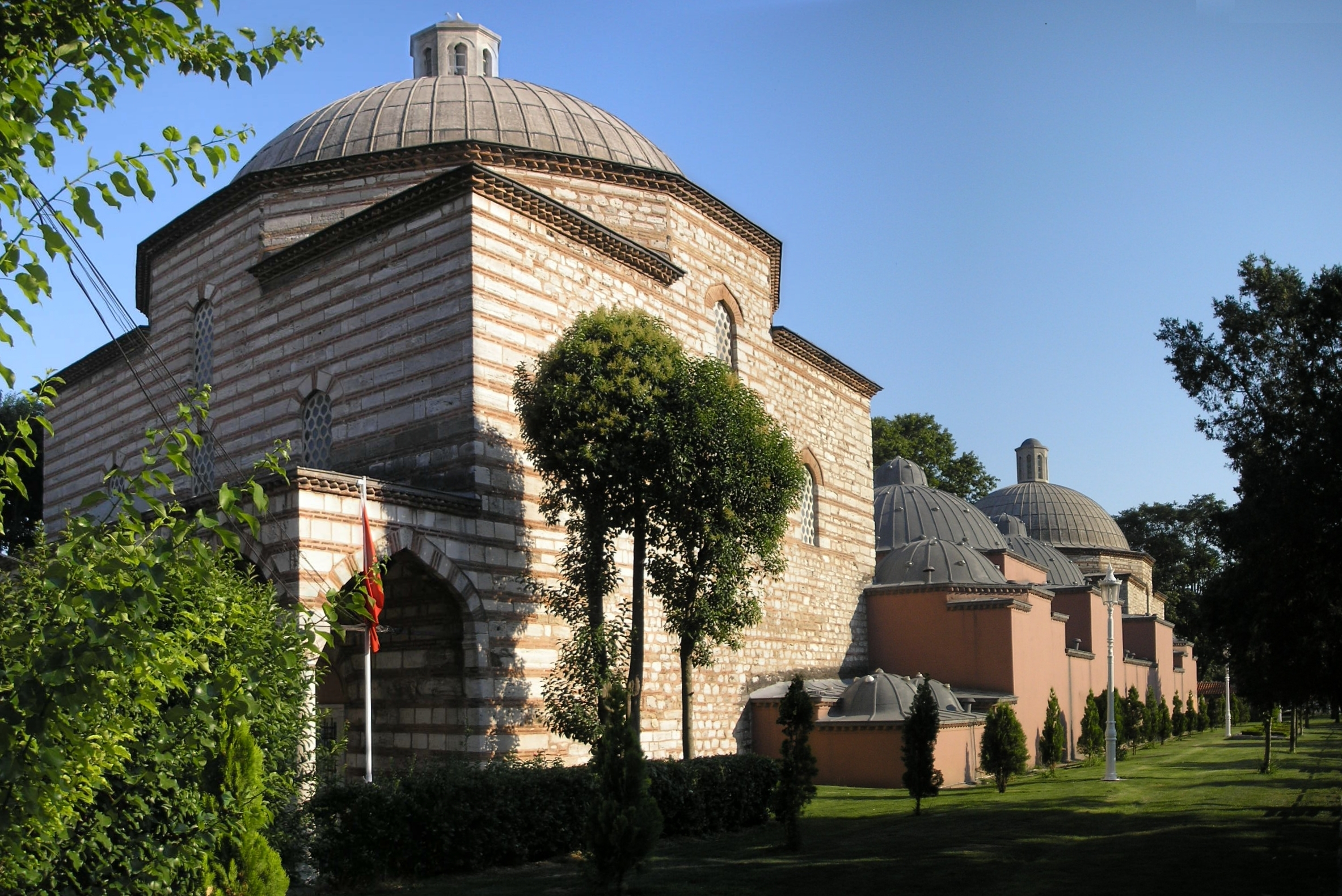
Хамам Хасеки-Хуррем
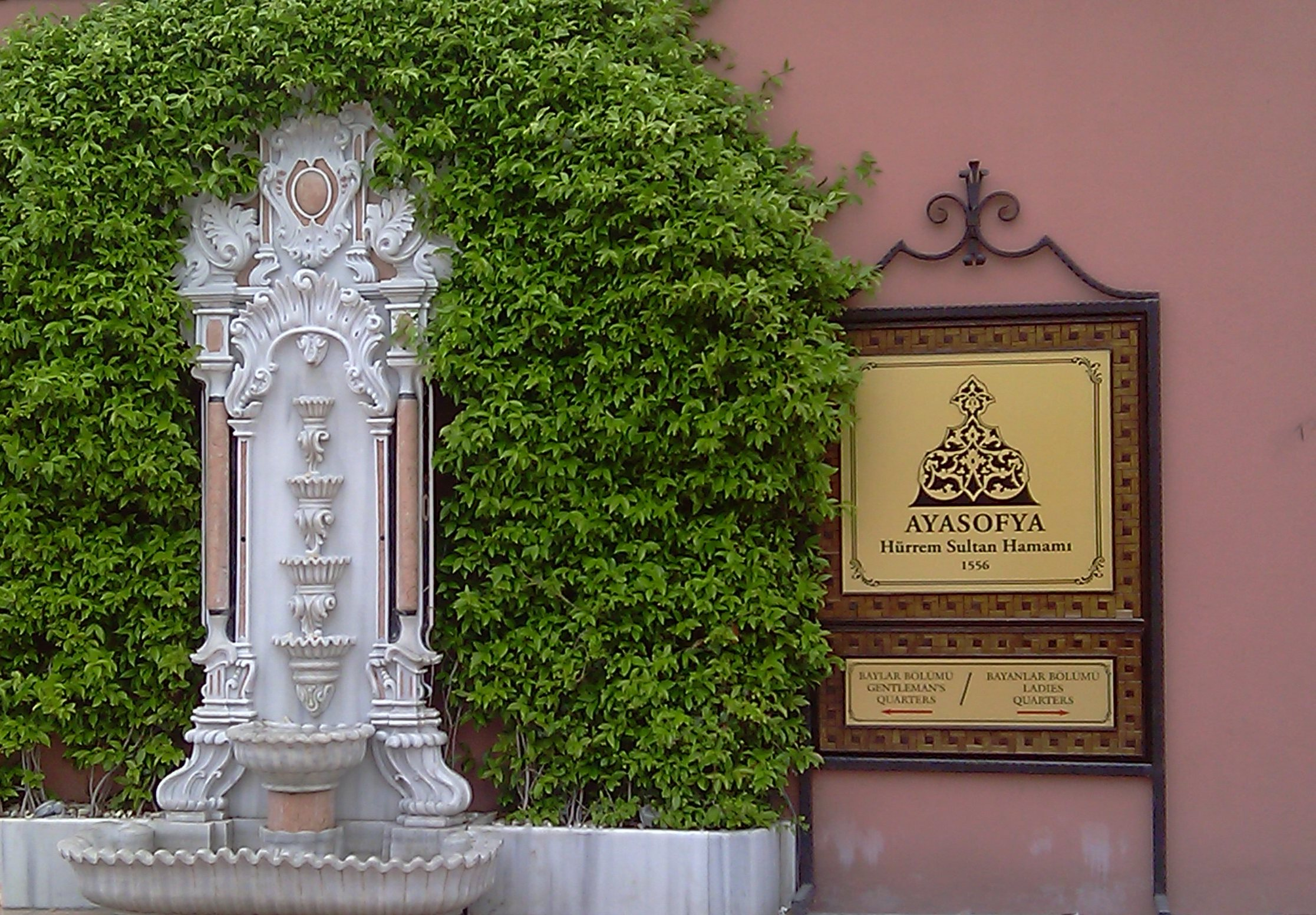
Памятная табличка на стене хамама Хасеки-Хуррем
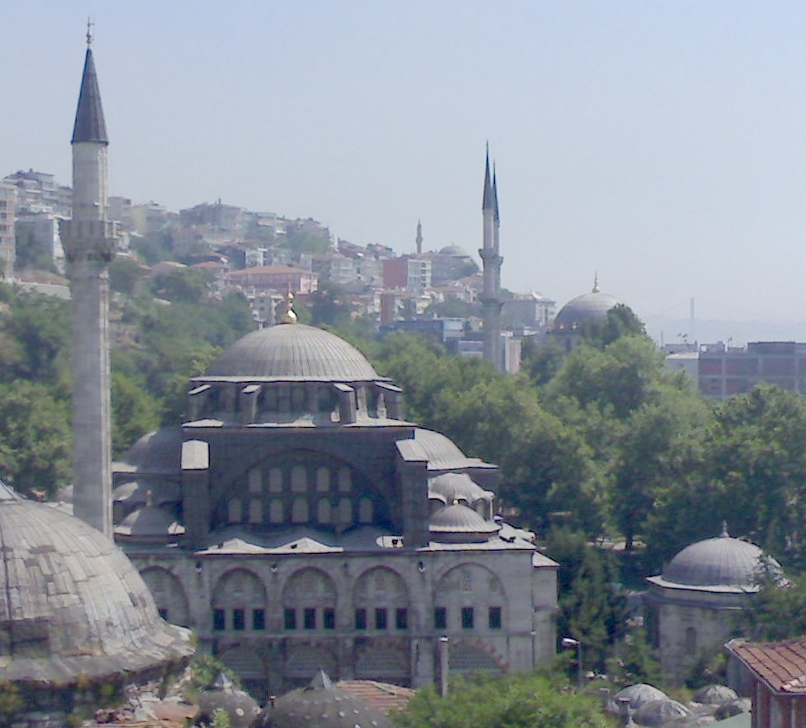
Вид на стамбульскую мечеть со стороны кондитерской Гюлю Олу
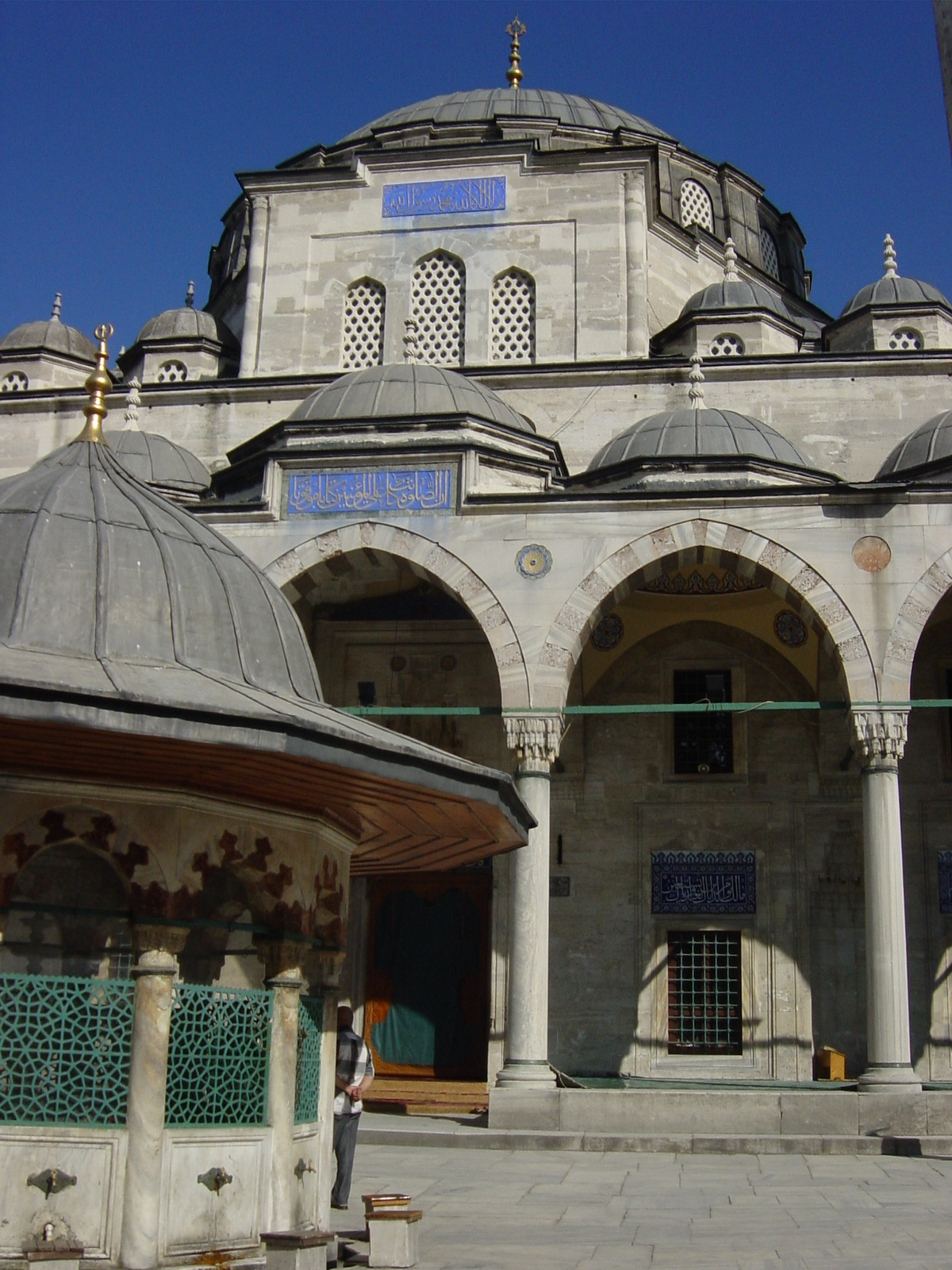
Мечеть Сокуллу Мехмеда Паши
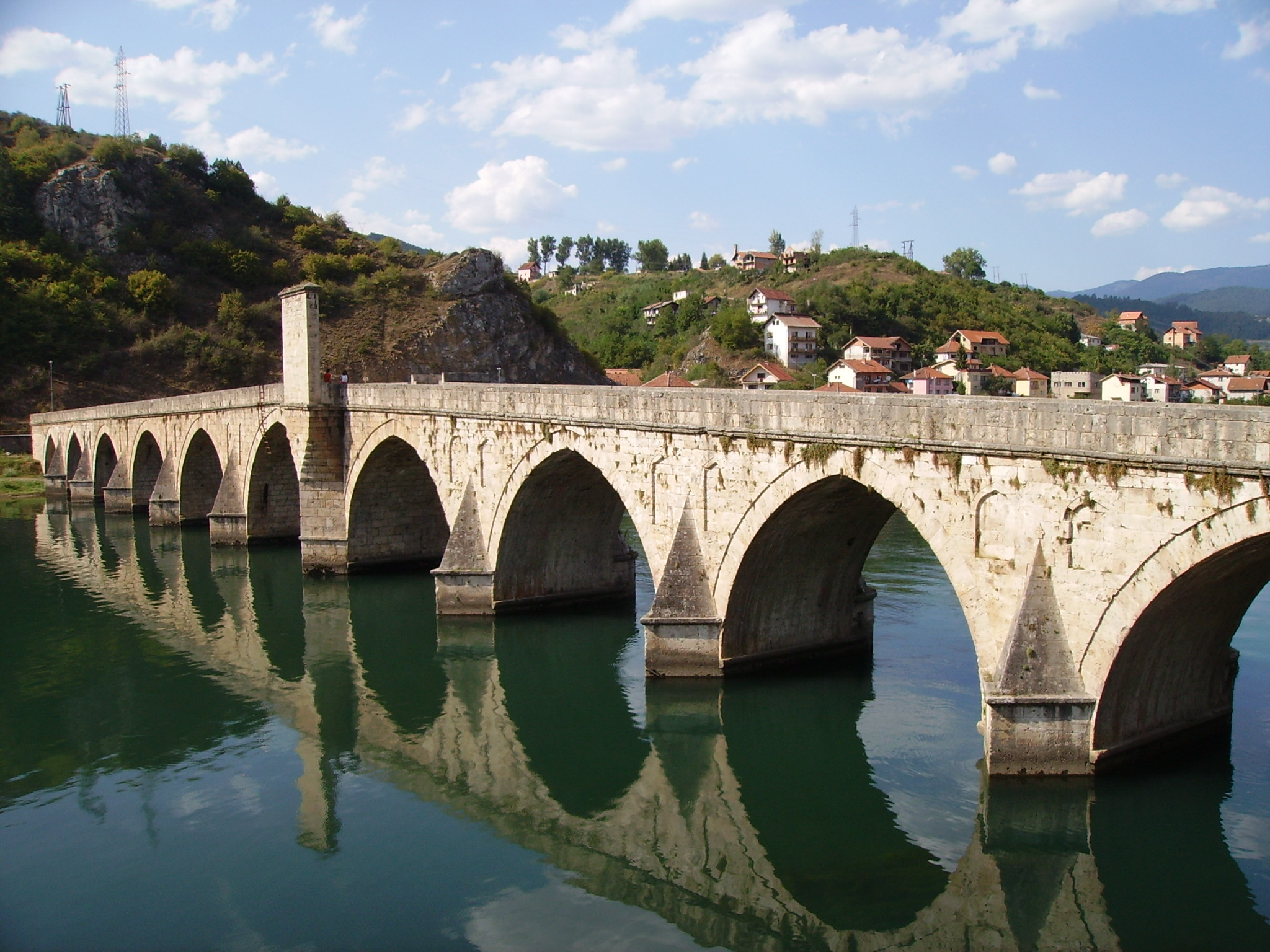
Вишеградский мост
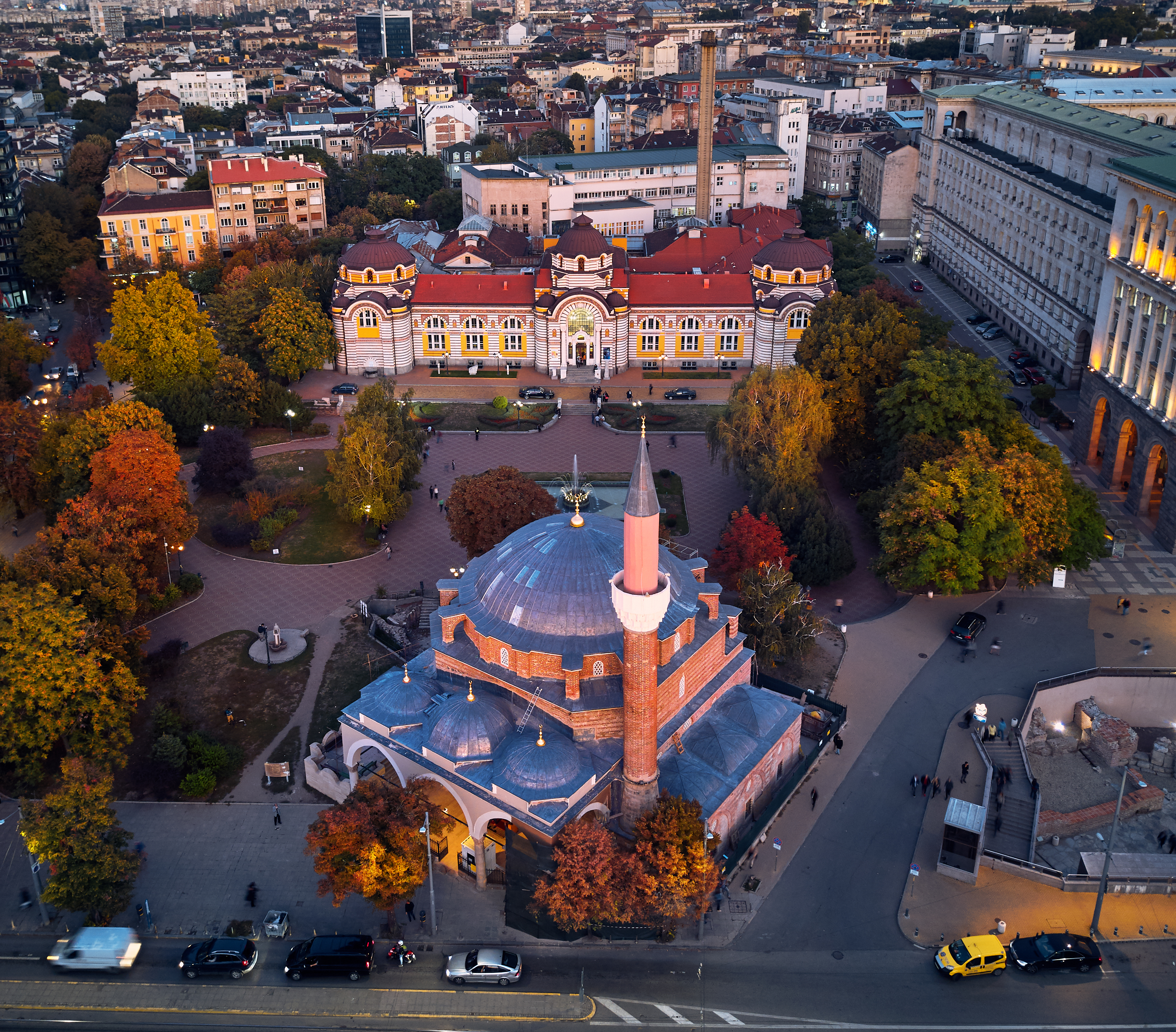
Мечеть Баня Баши в Софии

## Киновоплощения
В турецком телесериале «Великолепный век» роль Мимар Синана исполнил Гюркан Уйгун.